# Liste der Städte und Gemeinden in der Slowakei/A–G
Am 31. Dezember 2011 gab es 2891 Gemeinden in der Slowakei, diese sind in vier folgende Unterartikel gegliedert, dazu wird der jeweilige Okres und Kraj genannt, außerdem sind, wenn vorhanden, der deutsche und der ungarische Name vermerkt. Aus verwaltungstechnischer Sicht sind sie den LAU 2 gleichzusetzen.
Die slowakischen Namen bestehen offiziell seit 1920, die deutschen und ungarischen Namen wurden sämtlich in der Zeit zwischen 1773 und 1948/heute verwendet.
Anmerkung: Die Unterartikel werden derzeit sukzessive überarbeitet, bei alten Einträgen können die hier angeführten deutschen und ungarischen Namen zu einem großen Teil künstliche neuzeitliche Ableitungen aus mittelalterlichen Formen, wörtliche Übersetzungen slowakischer und ungarischer Namen (und eventuell sogar falsch) sein. Für die zwischen dem 18. und 20. Jahrhundert noch gebräuchlichen Formen bitte derzeit noch die Liste deutscher Bezeichnungen slowakischer Orte oder die jeweilige Okres-Seite benutzen!
Teil 1  A bis G

Teil 2  H bis Ľ

Teil 3  M bis R

Teil 4  S bis Ž

Übersicht

## A
| Städte und Gemeinden in der Slowakei – A |                         |                   |                    |                      |                                                                     |
| Name                                     | Name                    | Name              | Bezirk             | Landschaftsverband   | Bemerkungen                                                         |
| slowakisch                               | deutsch                 | ungarisch         | Bezirk             | Landschaftsverband   | Bemerkungen                                                         |
| Ábelová                                  | –                       | Ábelfalva         | Lučenec            | Banskobystrický kraj | hieß bis 1927 slowakisch auch Jabelová, bis 1948 Abelová            |
| Abovce                                   | –                       | Abafalva          | Rimavská Sobota    | Banskobystrický kraj | –                                                                   |
| Abrahám                                  | –                       | Ábrahám           | Galanta            | Trnavský kraj        | –                                                                   |
| Abrahámovce                              | Abrahamsdorf            | Ábrahámfalva      | Bardejov           | Prešovský kraj       | –                                                                   |
| Abrahámovce                              | Abrahamsdorf            | Ábrahám(pik)falva | Kežmarok           | Prešovský kraj       | hieß 1927–1952 slowakisch Abrahamovce-Pikovce, bis 1982 Abrahamovce |
| Abramová                                 | Abrahamsdorf            | Turócábrahámfalva | Turčianske Teplice | Žilinský kraj        | –                                                                   |
| Abranovce                                | –                       | Ábrány            | Prešov             | Prešovský kraj       | –                                                                   |
| Adamovské Kochanovce                     | –                       | –                 | Trenčín            | Trenčiansky kraj     | 1960 aus den Orten Adamovce-Malé Bierovce und Kochanovce entstanden |
| Adidovce                                 | Adudholz, auch Adidotz  | Agyidóc           | Humenné            | Prešovský kraj       | hieß bis 1927 slowakisch Adzidovce                                  |
| Alekšince                                | Alexinetz, Alaxinetz    | Elecske           | Nitra              | Nitriansky kraj      | –                                                                   |
| Andovce                                  | –                       | Andód             | Nové Zámky         | Nitriansky kraj      | hieß bis 1948 slowakisch Andód                                      |
| Andrejová                                | Endersau                | Endrevágása       | Bardejov           | Prešovský kraj       | –                                                                   |
| Ardanovce                                | Ardanowitz              | Árdánfalva        | Topoľčany          | Nitriansky kraj      | –                                                                   |
| Ardovo                                   | –                       | Pelsőcardó        | Rožňava            | Košický kraj         | –                                                                   |
| Arnutovce                                | Emaus, Habchen, Höfchen | Arnótfalva        | Spišská Nová Ves   | Košický kraj         | –                                                                   |

## B
| Städte und Gemeinden in der Slowakei – B |                                                              |                        |                                                                      |                      | |
| Name                                     | Name                                                         | Name                   | Bezirk                                                               | Landschaftsverband   | Bemerkungen |
| slowakisch                               | deutsch                                                      | ungarisch              | Bezirk                                                               | Landschaftsverband   | Bemerkungen |
| Báb                                      | (Klein-/Groß-)Baab                                           | (Kis-/Nagy-)Báb        | Nitra                                                                | Nitriansky kraj      | entstand 1955 durch den Zusammenschluss der Gemeinden Veľký Báb und Malý Báb                                        |
| Babie                                    | –                                                            | Bábafalva              | Vranov nad Topľou                                                    | Prešovský kraj       | – |
| Babín                                    | –                                                            | Babin                  | Námestovo                                                            | Žilinský kraj        | |
| Babiná                                   | Frauenstuhl                                                  | Bábaszék               | Zvolen                                                               | Banskobystrický kraj | – |
| Babindol                                 | –                                                            | Babindál               | Nitra                                                                | Nitriansky kraj      | – |
| Babinec                                  | –                                                            | Babarét                | Rimavská Sobota                                                      | Banskobystrický kraj | hieß zwischen 1927 und 1973 slowakisch Babínec                                                                      |
| Bacúch                                   | Watzenach, Botzenach, Teich, ursprünglich Taich (1274)       | Vacok                  | Brezno                                                               | Banskobystrický kraj | |
| Bacúrov                                  | Wasserau                                                     | Bacúr                  | Zvolen                                                               | Banskobystrický kraj | hieß bis 1927 slowakisch Bacúr                                                                                      |
| Báč                                      | –                                                            | Bacsfa                 | Dunajská Streda                                                      | Trnavský kraj        | hieß bis 1948 slowakisch Bačfa                                                                                      |
| Bačka                                    | –                                                            | Bacska                 | Trebišov                                                             | Košický kraj         | – |
| Bačkov                                   | –                                                            | Bacskó                 | Trebišov                                                             | Košický kraj         | – |
| Bačkovík                                 | –                                                            | Bátyok                 | Košice-okolie                                                        | Košický kraj         | hieß bis 1927 slowakisch Bačkovik                                                                                   |
| Bádice                                   | –                                                            | Béd                    | Nitra                                                                | Nitriansky kraj      | gehörte von 1960 bis 1917. Dezember 2002 zu Podhorany                                                               |
| Badín                                    | Scheiden                                                     | Erdőbádony             | Banská Bystrica                                                      | Banskobystrický kraj | – |
| Baďan                                    | –                                                            | Bagyan                 | Banská Štiavnica                                                     | Banskobystrický kraj | hieß bis 1927 slowakisch Baďany                                                                                     |
| Báhoň                                    | –                                                            | Báhony                 | Pezinok                                                              | Bratislavský kraj    | – |
| Bajany                                   | –                                                            | Bajánháza              | Michalovce                                                           | Košický kraj         | hieß bis 1927 slowakisch Bajanház                                                                                   |
| Bajč                                     | –                                                            | Bajcs                  | Komárno                                                              | Nitriansky kraj      | – |
| Bajerov                                  | Bayersdorf                                                   | Bajor                  | Prešov                                                               | Prešovský kraj       | hieß bis 1927 slowakisch auch Bajorov                                                                               |
| Bajerovce                                | Baierhau                                                     | Bajorvágás             | Sabinov                                                              | Prešovský kraj       | hieß bis 1927 slowakisch Bajerovec                                                                                  |
| Bajka                                    | –                                                            | Bajka                  | Levice                                                               | Nitriansky kraj      | – |
| Bajtava                                  | –                                                            | Bajta                  | Nové Zámky                                                           | Nitriansky kraj      | |
| Baka                                     | –                                                            | Baka                   | Dunajská Streda                                                      | Trnavský kraj        | nach 1808 aus Horná Baka und Dolná Baka entstanden                                                                  |
| Baláže                                   | Lipscherseifen, auch Lipscherhütten                          | Balázs                 | Banská Bystrica                                                      | Banskobystrický kraj | hieß bis 1927 slowakisch auch Bláže, 1948–1968 nur Bláže                                                            |
| Baldovce                                 | Erkersdorf, Eckersdorf, Belsdorf, Baldowitz, Baldowetz       | Baldóc                 | Levoča                                                               | Prešovský kraj       | – |
| Balog nad Ipľom                          | –                                                            | Ipolybalog             | Veľký Krtíš                                                          | Banskobystrický kraj | hieß bis 1948 slowakisch Balog, 1948–1951 Blh nad Ipľom                                                             |
| Baloň                                    | –                                                            | Balony                 | Dunajská Streda                                                      | Trnavský kraj        | – |
| Banka                                    | Goldenberg                                                   | Banka                  | Piešťany                                                             | Trnavský kraj        | – |
| Bánov                                    | –                                                            | Bánkeszi               | Nové Zámky                                                           | Nitriansky kraj      | hieß bis 1927 slowakisch Bankesi, 1927–1948 Bánovská Kesa                                                           |
| Bánovce nad Bebravou                     | Banowitz, Banowetz                                           | Bán                    | Bánovce nad Bebravou                                                 | Trenčiansky kraj     | hieß bis 1927 slowakisch Bánovce                                                                                    |
| Bánovce nad Ondavou                      | –                                                            | Bánóc                  | Michalovce                                                           | Košický kraj         | hieß bis 1927 slowakisch Bánovce                                                                                    |
| Banská Belá                              | Dil(l)n, Düllen, auch Dilln                                  | Bélabánya              | Banská Štiavnica                                                     | Banskobystrický kraj | seit 1954 von Banská Štiavnica unabhängig, hieß bis 1927 als Teilstadt slowakisch Belá                              |
| Banská Bystrica                          | Neusohl                                                      | Besztercebánya         | Banská Bystrica                                                      | Banskobystrický kraj | – |
| Banská Štiavnica                         | Schemnitz                                                    | Selmecbánya            | Banská Štiavnica                                                     | Banskobystrický kraj | bildete von 1873 bis 1954 Doppelstadt mit Banská Belá                                                               |
| Banské                                   | Gruben, auch Neuhau                                          | Bányapataka            | Vranov nad Topľou                                                    | Prešovský kraj       | – |
| Banský Studenec                          | Kohlbach, ursprünglich Goldbach, Kolbach, Goldbach           | Tópatak                | Banská Štiavnica                                                     | Banskobystrický kraj | hieß bis 1948 slowakisch Kolpachy                                                                                   |
| Baňa                                     | –                                                            | Boksabánya             | Stropkov                                                             | Prešovský kraj       | 1957 aus der Gemeinde Bokša, heute ein Teil von Stropkov, ausgegliedert                                             |
| Bara                                     | –                                                            | (Kis-/Nagy-)Bári       | Trebišov                                                             | Košický kraj         | 1960 aus den Orten Malá Bara und Veľká Bara entstanden                                                              |
| Barca                                    | –                                                            | Baraca                 | Rimavská Sobota                                                      | Banskobystrický kraj | hieß bis 1927 slowakisch Borica                                                                                     |
| Bardejov                                 | Bartfeld, Bartfeldt                                          | Bártfa                 | Bardejov                                                             | Prešovský kraj       | hieß bis 1927 slowakisch Bardiov                                                                                    |
| Bardoňovo                                | –                                                            | Barsbaracska           | Nové Zámky                                                           | Nitriansky kraj      | hieß bis 1948 slowakisch Baračka                                                                                    |
| Bartošova Lehôtka                        | Legentel                                                     | Bartos                 | Žiar nad Hronom                                                      | Banskobystrický kraj | hieß bis 1927 slowakisch Bartošová Lehôtka, 1927–1946 Bartošova Lehotka                                             |
| Bartošovce                               | Bartelsdorf                                                  | Bartosfalva            | Bardejov                                                             | Prešovský kraj       | – |
| Baška                                    | Baumgarten, auch Gartenbach                                  | Baska                  | Košice-okolie                                                        | Košický kraj         | – |
| Baškovce                                 | –                                                            | Felsőbaskóc            | Humenné                                                              | Prešovský kraj       | – |
| Baškovce                                 | –                                                            | Alsóbaskóc             | Sobrance                                                             | Košický kraj         | – |
| Bašovce                                  | –                                                            | Bassóc                 | Piešťany                                                             | Trnavský kraj        | – |
| Batizovce                                | Botzdorf, Bachsdorf, Botsdorf                                | Batizfalva             | Poprad                                                               | Prešovský kraj       | – |
| Bátka                                    | –                                                            | Bátka                  | Rimavská Sobota                                                      | Banskobystrický kraj | hieß bis 1927 slowakisch Batka                                                                                      |
| Bátorová                                 | –                                                            | Bátorfalu              | Veľký Krtíš                                                          | Banskobystrický kraj | hieß bis 1927 slowakisch auch Bátorovce                                                                             |
| Bátorove Kosihy                          | –                                                            | Bátorkeszi             | Komárno                                                              | Nitriansky kraj      | hieß bis 1948 slowakisch Bátorove Kesy                                                                              |
| Bátovce                                  | Frauenmarkt, Freymarckt                                      | Bát                    | Levice                                                               | Nitriansky kraj      | – |
| Beckov                                   | Beckow                                                       | Beckó                  | Nové Mesto nad Váhom                                                 | Trenčiansky kraj     | – |
| Beharovce                                | Beharz, Beharowitz, Beharowetz                               | Beharóc                | Levoča                                                               | Prešovský kraj       | – |
| Becherov                                 | Becherau, auch Steinbecher                                   | Biharó                 | Bardejov                                                             | Prešovský kraj       | – |
| Belá                                     |                                                              | Béla                   | Nové Zámky                                                           | Nitriansky kraj      | hieß bis 1927 slowakisch Bela                                                                                       |
| Belá                                     | Bell                                                         | Bella                  | Žilina                                                               | Žilinský kraj        | hieß bis 1927 slowakisch Belá pri Varíne                                                                            |
| Belá-Dulice                              | –                                                            | –                      | Martin                                                               | Žilinský kraj        | 1971 aus den Gemeinden Belá und Dulice entstanden                                                                   |
| Belá nad Cirochou                        | –                                                            | Cirókabéla             | Snina                                                                | Prešovský kraj       | hieß bis 1927 slowakisch Cirocká Belá                                                                               |
| Beladice                                 | Kleinbeladitz                                                | Bélád                  | Zlaté Moravce                                                        | Nitriansky kraj      | – |
| Belejovce                                | –                                                            | Belejőc                | Svidník                                                              | Prešovský kraj       | hieß bis 1927 slowakisch auch Bielejovce                                                                            |
| Belín                                    | –                                                            | Bellény                | Rimavská Sobota                                                      | Banskobystrický kraj | hieß bis 1927 slowakisch auch Belíň oder Belian                                                                     |
| Belina                                   | –                                                            | Béna                   | Lučenec                                                              | Banskobystrický kraj | hieß bis 1927 slowakisch Beňa oder Biena, 1927–1948 Béna                                                            |
| Belince                                  | Bellinz                                                      | Belinc                 | Topoľčany                                                            | Nitriansky kraj      | – |
| Bellova Ves                              | –                                                            | Vitény                 | Dunajská Streda                                                      | Trnavský kraj        | 1955 aus dem Ort Tonkovce (heute Teil von Nový Život) ausgegliedert                                                 |
| Beloveža                                 | –                                                            | Bélavézse              | Bardejov                                                             | Prešovský kraj       | Weissturn, auch Weisswiese                                                                                          |
| Beluj                                    | –                                                            | Béld                   | Banská Štiavnica                                                     | Banskobystrický kraj | hieß bis 1927 slowakisch auch Beluja                                                                                |
| Beluša                                   | Bellusch                                                     | Bellus                 | Púchov                                                               | Trenčiansky kraj     | – |
| Belža                                    | –                                                            | Bölzse                 | Košice-okolie                                                        | Košický kraj         | nach 1877 aus den Orten Stredná Belža, Šándorova Belža und Vyšná Belža entstanden, bis 1927 slowakisch auch Belša   |
| Beniakovce                               | Benakowetz                                                   | Benyék                 | Košice-okolie                                                        | Košický kraj         | hieß bis 1948 slowakisch Beňakovce                                                                                  |
| Benice                                   | –                                                            | Benefalva              | Martin                                                               | Žilinský kraj        | – |
| Benkovce                                 | –                                                            | Benkőfalva             | Vranov nad Topľou                                                    | Prešovský kraj       | hieß bis 1927 slowakisch Beňkovce                                                                                   |
| Beňadiková                               | Dietrichsdorf                                                | Benedekfalu            | Liptovský Mikuláš                                                    | Žilinský kraj        | hieß bis 1927 slowakisch auch Benädyková                                                                            |
| Beňadikovce                              | Bendshau, Bendeshau, auch Benediktshau                       | Benedekvágása          | Svidník                                                              | Prešovský kraj       | hieß zwischen 1927 und 1948 slowakisch auch Benedikovce                                                             |
| Beňadovo                                 | –                                                            | Benedikó               | Námestovo                                                            | Žilinský kraj        | hieß bis 1927 slowakisch Beňadov, zwischen 1927 und 1946 Benadovo                                                   |
| Beňatina                                 | –                                                            | Vadászfalva, Benatina  | Sobrance                                                             | Košický kraj         | – |
| Beňuš                                    | Beneschhau, Beneschhaudorf                                   | Benesháza              | Brezno                                                               | Banskobystrický kraj | hieß bis 1927 slowakisch auch Beňuša                                                                                |
| Bernolákovo                              | Lanschütz, Landsitz, Lanschitz, Landschütz, Laanschitz       | Cseklész               | Senec                                                                | Bratislavský kraj    | hieß bis 1927 slowakisch Čeklýs, zwischen 1927 und 1948 Čeklís                                                      |
| Bertotovce                               | Bertholdsdorf, Berthoth                                      | Bertót                 | Prešov                                                               | Prešovský kraj       | – |
| Beša                                     | –                                                            | Barsbese               | Levice                                                               | Nitriansky kraj      | – |
| Beša                                     | –                                                            | Bés                    | Michalovce                                                           | Košický kraj         | hieß bis 1927 slowakisch Bíš                                                                                        |
| Bešeňov                                  | –                                                            | Zsitvabesenyő          | Nové Zámky                                                           | Nitriansky kraj      | – |
| Bešeňová                                 | –                                                            | Besenyőfalu            | Ružomberok                                                           | Žilinský kraj        | – |
| Betlanovce                               | Betelsdorf, Bethlen, Bettlersdorf, Bethelsdorf, Bethlensdorf | Betlenfalva            | Spišská Nová Ves                                                     | Košický kraj         | – |
| Betliar                                  | Betler, Betlern                                              | Betlér                 | Rožňava                                                              | Košický kraj         | – |
| Bežovce                                  | –                                                            | Bező                   | Sobrance                                                             | Košický kraj         | – |
| Bidovce                                  | Bidowetz                                                     | Magyarbőd              | Košice-okolie                                                        | Košický kraj         | hieß bis 1927 slowakisch Bydovce                                                                                    |
| Biel                                     | –                                                            | Bély                   | Trebišov                                                             | Košický kraj         | hieß bis 1927 slowakisch Bieľ                                                                                       |
| Bielovce                                 | –                                                            | Ipolybél               | Levice                                                               | Nitriansky kraj      | hieß bis 1927 slowakisch auch Belovce                                                                               |
| Biely Kostol                             | Weißkirchen                                                  | Pozsonyfehéregyház     | Trnava                                                               | Trnavský kraj        | hieß bis 1927 slowakisch Bielý Kostol oder Biele Kostoly                                                            |
| Bijacovce                                | Betendorf, Biatzowitz, Biazowetz, auch Allerheiligen         | Szepesmindszent        | Levoča                                                               | Prešovský kraj       | – |
| Bílkove Humence                          | –                                                            | Bilkaudvar             | Senica                                                               | Trnavský kraj        | gehörte bis 1914/1920 zu Borský Mikuláš, hieß bis 1927 slowakisch Bilka Humenec                                     |
| Bíňa                                     | –                                                            | Bény                   | Nové Zámky                                                           | Nitriansky kraj      | 1895 aus Malá Bíňa und Veľká Bíňa entstanden                                                                        |
| Bíňovce                                  | Binowitz, Binowetz                                           | Binóc                  | Trnava                                                               | Trnavský kraj        | hieß bis 1927 slowakisch Binovce                                                                                    |
| Biskupice                                | –                                                            | Fülekpüspöki           | Lučenec                                                              | Banskobystrický kraj | hieß bis 1927 slowakisch Pišpeky                                                                                    |
| Biskupová                                | –                                                            | Püspökfalu             | Topoľčany                                                            | Nitriansky kraj      | hieß bis 1927 slowakisch auch Biskupice                                                                             |
| Bitarová                                 | Bittersdorf                                                  | Bitérfalva             | Žilina                                                               | Žilinský kraj        | hieß bis 1927 slowakisch Bytarová                                                                                   |
| Blahová                                  | –                                                            | Sárrét                 | Dunajská Streda                                                      | Trnavský kraj        | 1951 aus der Gemeinde Lehnice ausgegliedert                                                                         |
| Blatná na Ostrove                        | Sarischdorf                                                  | Sárosfa                | Dunajská Streda                                                      | Trnavský kraj        | – |
| Blatná Polianka                          | –                                                            | Sárosmező              | Sobrance                                                             | Košický kraj         | hieß bis 1948 slowakisch Blatná Poľanka, bis 1920 auch Poľanka                                                      |
| Blatné                                   | Scharfing, Hiltendorf                                        | Pozsonysárfő           | Senec                                                                | Bratislavský kraj    | hieß bis 1948 slowakisch Šarfia                                                                                     |
| Blatné Remety                            | –                                                            | Sárosremete            | Sobrance                                                             | Košický kraj         | hieß bis 1927 slowakisch auch Nižné Remety                                                                          |
| Blatné Revištia                          | –                                                            | Sárosrőcse             | Sobrance                                                             | Košický kraj         | hieß bis 1927 slowakisch Blatné Revištie                                                                            |
| Blatnica                                 | –                                                            | Blatnica               | Martin                                                               | Žilinský kraj        | hieß von 1927 bis 1946 Turčianska Blatnica                                                                          |
| Blažice                                  | –                                                            | Balogd                 | Košice-okolie                                                        | Košický kraj         | hieß bis 1927 slowakisch Bologda, bis 1948 Bologd                                                                   |
| Blažovce                                 | –                                                            | Turócbalázsfalva       | Turčianske Teplice                                                   | Žilinský kraj        | hieß bis 1960 slowakisch Blážovce                                                                                   |
| Blesovce                                 | Blesowitz                                                    | Belesz                 | Topoľčany                                                            | Nitriansky kraj      | – |
| Blhovce                                  | –                                                            | Balogfalva             | Rimavská Sobota                                                      | Banskobystrický kraj | – |
| Bobot                                    | Babot, Bawodt, Baboth                                        | Bobót                  | Trenčín                                                              | Trenčiansky kraj     | – |
| Bobrov                                   | –                                                            | Bobró                  | Námestovo                                                            | Žilinský kraj        | – |
| Bobrovček                                | –                                                            | Kisbobróc              | Liptovský Mikuláš                                                    | Žilinský kraj        | hieß bis 1927 slowakisch auch Bobroveček                                                                            |
| Bobrovec                                 | Bobrowetz, auch Bobrotz, Windischdorf                        | Nagybobróc             | Liptovský Mikuláš                                                    | Žilinský kraj        | – |
| Bobrovník                                | –                                                            | Bobrovnik              | Liptovský Mikuláš                                                    | Žilinský kraj        | – |
| Bočiar                                   | –                                                            | Bocsárd                | Košice-okolie                                                        | Košický kraj         | hieß bis 1927 slowakisch Bočár, bis 1948 Bočar                                                                      |
| Bodíky                                   | –                                                            | Nagybodak              | Dunajská Streda                                                      | Trnavský kraj        | hieß bis 1948 slowakisch Bodak                                                                                      |
| Bodiná                                   | Bodenhau, auch Bood                                          | Bogyós                 | Považská Bystrica                                                    | Trenčiansky kraj     | hieß bis 1948 slowakisch Bodina                                                                                     |
| Bodorová                                 | –                                                            | Bodorfalva             | Turčianske Teplice                                                   | Žilinský kraj        | – |
| Bodovce                                  | –                                                            | Bodonlaka              | Sabinov                                                              | Prešovský kraj       | hieß bis 1948 slowakisch Bodolak                                                                                    |
| Bodružal                                 | –                                                            | Rózsadomb              | Svidník                                                              | Prešovský kraj       | hieß von 1927 bis 1973 slowakisch Bodružaľ                                                                          |
| Bodza                                    | –                                                            | Bogya                  | Komárno                                                              | Nitriansky kraj      | hieß bis 1948 slowakisch Boďa                                                                                       |
| Bodzianske Lúky                          | –                                                            | Bogyarét               | Komárno                                                              | Nitriansky kraj      | 1990 aus der Gemeinde Bodza ausgegliedert                                                                           |
| Bogliarka                                | –                                                            | Boglárka               | Bardejov                                                             | Prešovský kraj       | hieß bis 1927 slowakisch Bogliárka oder Bogľárka                                                                    |
| Bohdanovce                               | Bogdanowetz                                                  | Garbócbogdány          | Košice-okolie                                                        | Košický kraj         | – |
| Bohdanovce nad Trnavou                   | Bogdanowitz, Bogdanotz, Bogdanz, Wusdorf                     | Bogdány                | Trnava                                                               | Trnavský kraj        | hieß bis 1927 slowakisch Bogdánovce oder Bohdanovce                                                                 |
| Boheľov                                  | –                                                            | Bögellő                | Dunajská Streda                                                      | Trnavský kraj        | hieß bis 1948 slowakisch und ungarisch Bögellő                                                                      |
| Bohunice                                 | –                                                            | Vágbánya               | Ilava                                                                | Trenčiansky kraj     | war zwischen 1973 und 1. August 1999 ein Teil von Pruské, hieß zwischen 1948 und 1960 slowakisch Bohunice nad Váhom |
| Bohunice                                 | –                                                            | Hontbagonya            | Levice                                                               | Nitriansky kraj      | – |
| Bohúňovo                                 | –                                                            | Lekenye                | Rožňava                                                              | Košický kraj         | hieß bis 1948 slowakisch Lekeňa                                                                                     |
| Bojná                                    | –                                                            | Nyitrabajna            | Topoľčany                                                            | Nitriansky kraj      | – |
| Bojnice                                  | Weinitz, Bojnitz                                             | Bajmóc                 | Prievidza                                                            | Trenčiansky kraj     | – |
| Bojničky                                 | –                                                            | Bajmócska              | Hlohovec                                                             | Trnavský kraj        | hieß bis 1927 slowakisch auch Bojnička                                                                              |
| Boldog                                   | Kleinfrauenkirchen, auch Frauendorf                          | Pozsonyboldogfalva     | Senec                                                                | Bratislavský kraj    | hieß bis 1960 slowakisch Matka Božia                                                                                |
| Boleráz                                  | Frauendorf                                                   | Bélaház                | Trnava                                                               | Trnavský kraj        | – |
| Bolešov                                  | –                                                            | Bolesó                 | Ilava                                                                | Trenčiansky kraj     | – |
| Boliarov                                 | –                                                            | Bolyár                 | Košice-okolie                                                        | Košický kraj         | hieß bis 1927 slowakisch Boľarov                                                                                    |
| Boľ                                      | Boltsch, auch Baalsdorf, Baldsdorf, Baal                     | Boly                   | Trebišov                                                             | Košický kraj         | – |
| Boľkovce                                 | –                                                            | Bolyk                  | Lučenec                                                              | Banskobystrický kraj | – |
| Borcová                                  | –                                                            | Borcfalu               | Turčianske Teplice                                                   | Žilinský kraj        | – |
| Borčany                                  | –                                                            | (Kis-/Nagy-)Borcsán    | Bánovce nad Bebravou                                                 | Trenčiansky kraj     | nach 1892 aus den Orten Malé Borčany und Veľké Borčany entstanden                                                   |
| Borčice                                  | –                                                            | Borcsic                | Ilava                                                                | Trenčiansky kraj     | – |
| Borinka                                  | Ballenstein, Paulenstein                                     | Pozsonyborostyánkő     | Malacky                                                              | Bratislavský kraj    | hieß bis 1948 Pajštún, bis 1927 auch Kvetov, inoffiziell auch Stúpavský Podzámok                                    |
| Borová                                   | Joachimsthal                                                 | Fenyves                | Trnava                                                               | Trnavský kraj        | – |
| Borovce                                  | Borowitz                                                     | Vágbori                | Piešťany                                                             | Trnavský kraj        | – |
| Borský Mikuláš                           | Bursanktnikolaus, Bur-Sankt-Nikolaus, Bur Sankt Niklas       | Búrszentmiklós         | Senica                                                               | Trnavský kraj        | hieß bis 1927 Búrsky Svätý Mikuláš, bis 1960 Borský Svätý Mikuláš                                                   |
| Borský Svätý Jur                         | Bursanktgeorg, Bur-Sankt-Georg, Bur Sankt Georgen            | Búrszentgyörgy         | Senica                                                               | Trnavský kraj        | hieß bis 1927 Búrsky Svätý Jur, 1960–1992 nur Borský Jur                                                            |
| Borša                                    | –                                                            | Borsi                  | Trebišov                                                             | Košický kraj         | – |
| Bory                                     | –                                                            | Bori                   | Levice                                                               | Nitriansky kraj      | hieß bis 1927 slowakisch auch Bor                                                                                   |
| Bošáca                                   | –                                                            | Bosác                  | Nové Mesto nad Váhom                                                 | Trenčiansky kraj     | – |
| Bošany                                   | (Klein-/Groß-)Boschan                                        | (Kis-/Nagy-)Bossány    | Partizánske                                                          | Trenčiansky kraj     | 1924 aus den Orten Malé Bošany und Veľké Bošany entstanden                                                          |
| Bottovo                                  | –                                                            | Bottovó                | Rimavská Sobota                                                      | Banskobystrický kraj | 1926–1938 sowie 1951 aus der Gemeinde Dubovec ausgegliedert                                                         |
| Boťany                                   | –                                                            | Battyán                | Trebišov                                                             | Košický kraj         | – |
| Bôrka                                    | –                                                            | Barka                  | Rožňava                                                              | Košický kraj         | hieß bis 1965 slowakisch Borka                                                                                      |
| Bracovce                                 | –                                                            | Berettő                | Michalovce                                                           | Košický kraj         | – |
| Branč                                    | Großdorf                                                     | Berencs                | Nitra                                                                | Nitriansky kraj      | hieß bis 1927 slowakisch Berenč                                                                                     |
| Branovo                                  | –                                                            | Kisbaromlak            | Nové Zámky                                                           | Nitriansky kraj      | hieß bis 1948 slowakisch Baromlak                                                                                   |
| Bratislava                               | Pressburg, Preßburg                                          | Pozsony                | Bratislava I Bratislava II Bratislava III Bratislava IV Bratislava V | Bratislavský kraj    | bis 1919 slowakisch Prešporok, Hauptstadt der Slowakei                                                              |
| Bratislava-Čunovo                        | Pressburg-Sa(r)ndorf                                         | Pozsony-Dunacsún       | Bratislava V                                                         | Bratislavský kraj    | seit dem 1. Januar 1972 ein Stadtteil Bratislavas                                                                   |
| Bratislava-Devín                         | Pressburg-Theben                                             | Pozsony-Dévény         | Bratislava IV                                                        | Bratislavský kraj    | seit dem 1. April 1946 ein Stadtteil Bratislavas                                                                    |
| Bratislava-Devínska Nová Ves             | Pressburg-Thebenneudorf                                      | Pozsony-Dévényújfalu   | Bratislava IV                                                        | Bratislavský kraj    | seit dem 1. Januar 1972 ein Stadtteil Bratislavas                                                                   |
| Bratislava-Dúbravka                      | Pressburg-Kaltenbrunn                                        | Pozsony-Hidegkút       | Bratislava IV                                                        | Bratislavský kraj    | seit dem 1. April 1946 ein Stadtteil Bratislavas                                                                    |
| Bratislava-Jarovce                       | Pressburg-Kroatisch Jahrndorf                                | Pozsony-Horvátjárfalu  | Bratislava V                                                         | Bratislavský kraj    | seit dem 1. Januar 1972 ein Stadtteil Bratislavas                                                                   |
| Bratislava-Karlova Ves                   | Pressburg-Karlsdorf                                          | Pozsony-Károlyfalu     | Bratislava IV                                                        | Bratislavský kraj    | seit 1944 ein Stadtteil Bratislavas, hieß 1938–1944 slowakisch auch Vydrica                                         |
| Bratislava-Lamač                         | Pressburg-Blumenau                                           | Pozsony-Lamacs         | Bratislava IV                                                        | Bratislavský kraj    | seit dem 1. April 1946 ein Stadtteil Bratislavas                                                                    |
| Bratislava-Nové Mesto                    | Pressburg-Neustadt                                           | Pozsony-Újváros        | Bratislava III                                                       | Bratislavský kraj    | – |
| Bratislava-Petržalka                     | Pressburg-Engerau                                            | Pozsony-Ligetfalu      | Bratislava V                                                         | Bratislavský kraj    | seit 1919 ein Stadtteil Bratislavas                                                                                 |
| Bratislava-Podunajské Biskupice          | Pressburg-Bischdorf                                          | Pozsony-Püspöki        | Bratislava II                                                        | Bratislavský kraj    | seit dem 1. Januar 1972 ein Stadtteil Bratislavas                                                                   |
| Bratislava-Rača                          | Pressburg-Ratzersdorf, Ratschdorf                            | Pozsony-Récse          | Bratislava III                                                       | Bratislavský kraj    | hieß bis 1946 Račistorf, bis 1927 auch Rastislavice, seit dem 1. April 1946 ein Stadtteil Bratislavas               |
| Bratislava-Rusovce                       | Pressburg-Karlburg                                           | Pozsony-Oroszvár       | Bratislava V                                                         | Bratislavský kraj    | bis 1947 ungarisch, seit dem 1. Januar 1972 ein Stadtteil Bratislavas                                               |
| Bratislava-Ružinov                       | Pressburg-Rosenheim                                          | –                      | Bratislava II                                                        | Bratislavský kraj    | seit dem 1. April 1946 ein Stadtteil Bratislavas                                                                    |
| Bratislava-Staré Mesto                   | Pressburg-Altstadt                                           | Pozsony-Óváros         | Bratislava I                                                         | Bratislavský kraj    | – |
| Bratislava-Vajnory                       | Pressburg-Weinern                                            | Pozsony-Szőllős        | Bratislava III                                                       | Bratislavský kraj    | seit dem 1. April 1946 ein Stadtteil Bratislavas                                                                    |
| Bratislava-Vrakuňa                       | Pressburg-Fragendorf, Frattendorf                            | Pozsony-Vereknye       | Bratislava II                                                        | Bratislavský kraj    | hieß bis 1948 slowakisch Verekne, bis 1927 Fragendorf, seit dem 1. Januar 1972 ein Stadtteil Bratislavas            |
| Bratislava-Záhorská Bystrica             | Pressburg-Bisternitz                                         | Pozsony-Beszterce      | Bratislava IV                                                        | Bratislavský kraj    | hieß bis 1927 slowakisch Bystrica, seit dem 1. Januar 1972 ein Stadtteil Bratislavas                                |
| Braväcovo                                | Bretzau                                                      | Baracka                | Brezno                                                               | Banskobystrický kraj | gehörte vor 1808 zum Ort Podholíky, 1882–1957 zur Gemeinde Beňuš                                                    |
| Brdárka                                  | Bredersdorf                                                  | Berdárka               | Rožňava                                                              | Košický kraj         | – |
| Brehov                                   | –                                                            | Imreg                  | Trebišov                                                             | Košický kraj         | hieß bis 1948 slowakisch Imbreg                                                                                     |
| Brehy                                    | Hochstätten, Hohenmaut, Hochstein, Hochwald                  | Magasmart              | Žarnovica                                                            | Banskobystrický kraj | – |
| Brekov                                   | –                                                            | Barkó                  | Humenné                                                              | Prešovský kraj       | – |
| Brestov                                  | Ulmau                                                        | Alsóberek              | Humenné                                                              | Prešovský kraj       | hieß bis 1927 slowakisch Humenský Brestov                                                                           |
| Brestov                                  |                                                              | Boroszló               | Prešov                                                               | Prešovský kraj       | – |
| Brestov nad Laborcom                     | –                                                            | Laborcbér              | Medzilaborce                                                         | Prešovský kraj       | hieß bis 1927 slowakisch Zbudský Brestov, 1927–1960 Brestov                                                         |
| Brestovany                               | (Klein-/Groß-)Brestowan                                      | (Alsó-/Felső-)Szil     | Trnava                                                               | Trnavský kraj        | 1950 aus den Orten Malé Brestovany und Veľké Brestovany entstanden                                                  |
| Brestovec                                | –                                                            | Brezóvölgy             | Myjava                                                               | Trenčiansky kraj     | 1955 aus der Stadt Myjava ausgegliedert                                                                             |
| Brestovec                                | –                                                            | Szilas                 | Komárno                                                              | Nitriansky kraj      | hieß bis 1948 slowakisch Szilas                                                                                     |
| Bretejovce                               | –                                                            | Sárosberettő           | Prešov                                                               | Prešovský kraj       | hieß bis 1927 slowakisch auch Bracijovce                                                                            |
| Bretka                                   | –                                                            | Beretke                | Rožňava                                                              | Košický kraj         | hieß bis 1927 slowakisch Beretka/Berítka                                                                            |
| Breza                                    | –                                                            | Breza                  | Námestovo                                                            | Žilinský kraj        | – |
| Brezany                                  | Bressenhau                                                   | Litvaberzseny          | Žilina                                                               | Žilinský kraj        | – |
| Brezina                                  | –                                                            | Kolbása                | Trebišov                                                             | Košický kraj         | hieß bis 1927 slowakisch Kolbáš, 1927–1948 Kolbaš                                                                   |
| Breziny                                  | –                                                            | Zólyomberezna          | Zvolen                                                               | Banskobystrický kraj | – |
| Breznica                                 | Bresnitz, auch Wresnitz                                      | Nagyberezsnye          | Stropkov                                                             | Prešovský kraj       | hieß bis 1927 slowakisch (Veľká) Brežnica                                                                           |
| Breznička                                | Bersentz                                                     | Ipolyberzence          | Poltár                                                               | Banskobystrický kraj | – |
| Breznička                                | Kleinbresnitz, Neubries, Neubriesau, Neubrisnitz             | Kisberezsnye           | Stropkov                                                             | Prešovský kraj       | hieß bis 1927 slowakisch Brežnička                                                                                  |
| Brezno                                   | Bries an der Gran, Bries(e)n                                 | Breznóbánya            | Brezno                                                               | Banskobystrický kraj | hieß von 1927 bis 1948 Brezno nad Hronom                                                                            |
| Brezolupy                                | –                                                            | Bánnyires              | Bánovce nad Bebravou                                                 | Trenčiansky kraj     | hieß bis 1927 slowakisch Brezoluby                                                                                  |
| Brezov                                   | –                                                            | Nyírjes                | Bardejov                                                             | Prešovský kraj       | – |
| Brezová pod Bradlom                      | Birkenhain                                                   | Berezó                 | Myjava                                                               | Trenčiansky kraj     | hieß bis 1927 slowakisch Brezová                                                                                    |
| Brezovec                                 | –                                                            | Berezóc                | Snina                                                                | Prešovský kraj       | – |
| Brezovica                                | Bresowitz                                                    | Brezovica              | Tvrdošín                                                             | Žilinský kraj        | – |
| Brezovica                                | Bersewitz, auch Breswitz                                     | Berzevice              | Sabinov                                                              | Prešovský kraj       | hieß 1928–1965 slowakisch Brezovica nad Torysou                                                                     |
| Brezovička                               | HamburgHainburg, Hamborg, Heynburg                           | Hámbor                 | Sabinov                                                              | Prešovský kraj       | hieß bis 1927 slowakisch Hamburek, bis 1948 Hamborek                                                                |
| Brezovka                                 | –                                                            | Berezóka               | Bardejov                                                             | Prešovský kraj       | hieß bis 1927 slowakisch auch Brezuvka                                                                              |
| Brežany                                  | –                                                            | Sárosbuják             | Prešov                                                               | Prešovský kraj       | hieß bis 1956 slowakisch Bujakov                                                                                    |
| Brhlovce                                 | Berflowetz                                                   | (Kalná-/Tegzes-)Borfő  | Detva                                                                | Nitriansky kraj      | 1952 aus den Orten Dolné Brhlovce und Horné Brhlovce entstanden                                                     |
| Brieštie                                 | Bries, Brießta, Brestenhau, Brestenhay, Brestershau          | Berestyénfalva         | Turčianske Teplice                                                   | Žilinský kraj        | hieß bis 1946 Briešťa                                                                                               |
| Brodské                                  | Brodsko, Brotzka                                             | Gázlós                 | Skalica                                                              | Trnavský kraj        | hieß bis 1927 slowakisch auch Brodsko/Brocké                                                                        |
| Brodzany                                 | –                                                            | Brogyan                | Partizánske                                                          | Trenčiansky kraj     | hieß bis 1948 slowakisch Broďany                                                                                    |
| Brunovce                                 | Brunotz                                                      | Brunóc                 | Nové Mesto nad Váhom                                                 | Trenčiansky kraj     | – |
| Brusnica                                 | Brussnitz, auch Presnitz, Preussnitz                         | Borosnya               | Stropkov                                                             | Prešovský kraj       | hieß bis 1927 slowakisch Brušnica                                                                                   |
| Brusník                                  | –                                                            | Borosznok              | Veľký Krtíš                                                          | Banskobystrický kraj | – |
| Brusno                                   | Brußen                                                       | Borosznó               | Banská Bystrica                                                      | Banskobystrický kraj | hieß 1960–1973 slowakisch Hronov                                                                                    |
| Brutovce                                 | Stenzelau, Stenzelhaus, Brutowitz, Brutowetz, Sankt Lorenz   | Szepesszentlőrinc      | Levoča                                                               | Prešovský kraj       | – |
| Bruty                                    | Barth                                                        | Bart                   | Nové Zámky                                                           | Nitriansky kraj      | hieß bis 1948 slowakisch Bart                                                                                       |
| Brvnište                                 | –                                                            | Boronás                | Považská Bystrica                                                    | Trenčiansky kraj     | – |
| Brzotín                                  | Berseten, Bersetin                                           | Berzéte                | Rožňava                                                              | Košický kraj         | hieß bis 1927 slowakisch Brzotýn/Berzetin                                                                           |
| Buclovany                                | –                                                            | Bucló                  | Bardejov                                                             | Prešovský kraj       | hieß bis 1946 slowakisch Bucloviany, zwischen 1973 und 1980 Bucľovany                                               |
| Búč                                      | –                                                            | Búcs                   | Komárno                                                              | Nitriansky kraj      | – |
| Bučany                                   | –                                                            | Bucsány                | Trnava                                                               | Trnavský kraj        | – |
| Budča                                    | –                                                            | Zólyombúcs             | Zvolen                                                               | Banskobystrický kraj | hieß bis 1927 slowakisch Buča                                                                                       |
| Budikovany                               | –                                                            | Bugyikfala             | Rimavská Sobota                                                      | Banskobystrický kraj | – |
| Budimír                                  | –                                                            | Budamér                | Košice-okolie                                                        | Košický kraj         | hieß bis 1927 slowakisch Budimir/Budzimir                                                                           |
| Budiná                                   | –                                                            | Budaszállás            | Lučenec                                                              | Banskobystrický kraj | – |
| Budince                                  | –                                                            | Budaháza               | Michalovce                                                           | Košický kraj         | hieß bis 1927 slowakisch Budkovce, zwischen 1927 und 1948 Budaháza                                                  |
| Budiš                                    | Budisch, auch Budiss                                         | Turócborkút            | Turčianske Teplice                                                   | Žilinský kraj        | – |
| Budkovce                                 | –                                                            | Butka                  | Michalovce                                                           | Košický kraj         | – |
| Budmerice                                | Pudmeritz                                                    | Gidrafa                | Pezinok                                                              | Bratislavský kraj    | hieß bis 1948 Pudmerice                                                                                             |
| Buglovce                                 | Schreibersdorf, Brüglsdorf, Brigelsdorf                      | Göbölfalva             | Levoča                                                               | Prešovský kraj       | – |
| Buková                                   | Scharfenstein, auch Bixard                                   | Bikszárd               | Trnava                                                               | Trnavský kraj        | hieß bis 1948 slowakisch Biksard                                                                                    |
| Bukovce                                  | –                                                            | (Kis-/Nagy-)Bukóc      | Stropkov                                                             | Prešovský kraj       | 1964 aus den Orten Malé Bukovce und Veľké Bukovce entstanden                                                        |
| Bukovec                                  | Bukowetz                                                     | Berencsbukóc           | Myjava                                                               | Trenčiansky kraj     | hieß bis 1927 slowakisch auch Bukovce                                                                               |
| Bukovec                                  | Buchberg                                                     | Idabukócz              | Košice-okolie                                                        | Košický kraj         | – |
| Bukovina                                 | –                                                            | Bukovina               | Liptovský Mikuláš                                                    | Žilinský kraj        | – |
| Bulhary                                  | –                                                            | Bolgárom               | Lučenec                                                              | Banskobystrický kraj | hieß bis 1927 slowakisch Bolgáry                                                                                    |
| Bunetice                                 | –                                                            | Bunyita                | Košice-okolie                                                        | Košický kraj         | hieß bis 1927 slowakisch auch Bujanovce                                                                             |
| Bunkovce                                 | –                                                            | Bunkós                 | Sobrance                                                             | Košický kraj         | – |
| Bušince                                  | –                                                            | Bussa                  | Veľký Krtíš                                                          | Banskobystrický kraj | – |
| Bušovce                                  | Bauschendorf                                                 | Busóc                  | Kežmarok                                                             | Prešovský kraj       | – |
| Buzica                                   | –                                                            | Buzita                 | Košice-okolie                                                        | Košický kraj         | hieß bis 1948 slowakisch Buzita                                                                                     |
| Buzitka                                  | –                                                            | Bozita(puszta)         | Lučenec                                                              | Banskobystrický kraj | entstand 1936 aus einer Ansiedlung, Auflösung 1938, 1957 erfolgt erneute Gründung                                   |
| Bystrá                                   | Wistrau, Wistra                                              | Sebesér                | Brezno                                                               | Banskobystrický kraj | – |
| Bystrá                                   | Wistrau                                                      | Hegyesbisztra          | Stropkov                                                             | Prešovský kraj       | – |
| Bystrany                                 | Eulenbach, Eilenbach, Wellbach, Ulenbach                     | Ágostháza              | Spišská Nová Ves                                                     | Košický kraj         | hieß bis 1948 Veľbachy, bis 1927 Velbachy                                                                           |
| Bystré                                   | –                                                            | Tapolybeszterce        | Vranov nad Topľou                                                    | Prešovský kraj       | hieß bis 1927 slowakisch auch Bystrá                                                                                |
| Bystričany                               | Bistrizin                                                    | Besztercsény           | Prievidza                                                            | Trenčiansky kraj     | – |
| Bystrička                                | –                                                            | Turócbeszterce         | Martin                                                               | Žilinský kraj        | – |
| Byšta                                    | –                                                            | Biste                  | Trebišov                                                             | Košický kraj         | – |
| Bytča                                    | Großbitsch, auch Großbitsche, Großbotsche                    | –                      | Bytča                                                                | Žilinský kraj        | entstand 1946 durch Zusammenschluss der Gemeinden Malá Bytča, Veľká Bytča und Hliník nad Váhom                      |
| Bzenica                                  | Senitz                                                       | Szénásfalu             | Žiar nad Hronom                                                      | Banskobystrický kraj | – |
| Bzenov                                   | –                                                            | Berzenke               | Prešov                                                               | Prešovský kraj       | hieß bis 1927 Bzinov/Bžany                                                                                          |
| Bzince pod Javorinou                     | (Unter-/Ober-)Bzinetz                                        | (Alsó-/Felső-)Botfalva | Nové Mesto nad Váhom                                                 | Trenčiansky kraj     | 1952 aus den Orten Dolné Bzince und Horné Bzince entstanden                                                         |
| Bziny                                    | –                                                            | Bezine                 | Dolný Kubín                                                          | Žilinský kraj        | – |
| Bzovík                                   | –                                                            | Bozók                  | Krupina                                                              | Banskobystrický kraj | – |
| Bzovská Lehôtka                          | –                                                            | Bozókszabadi           | Zvolen                                                               | Banskobystrický kraj | hieß bis 1927 auch Bozók Lehôtka                                                                                    |
| Bžany                                    | Bosenbach                                                    | Bodzás                 | Stropkov                                                             | Prešovský kraj       | – |

## C
| Städte und Gemeinden in der Slowakei – C |                              |              |                      |                      |                                                                |
| Name                                     | Name                         | Name         | Bezirk               | Landschaftsverband   | Bemerkungen                                                    |
| slowakisch                               | deutsch                      | ungarisch    | Bezirk               | Landschaftsverband   | Bemerkungen                                                    |
| Cabaj-Čápor                              | –                            | Cabajcsápor  | Nitra                | Nitriansky kraj      | entstand 1924–1939 und seit 1974 aus den Orten Cabaj und Čápor |
| Cabov                                    | –                            | Csábóc       | Vranov nad Topľou    | Prešovský kraj       | hieß bis 1927 slowakisch Cabovce                               |
| Cakov                                    | –                            | Cakó         | Rimavská Sobota      | Banskobystrický kraj | hieß bis 1927 slowakisch Cakovo                                |
| Cejkov                                   | –                            | Céke         | Trebišov             | Košický kraj         | hieß bis 1927 slowakisch Čejkov/Cékov                          |
| Cernina                                  | Schwarzenberg, auch Zernein  | Felsőcsernye | Svidník              | Prešovský kraj       | hieß bis 1927 slowakisch auch Černina                          |
| Cerová                                   | Konradstein, auch Korenstein | Korlátkő     | Senica               | Trnavský kraj        | 1976 durch Umbenennung des Ortes Cerová-Lieskové entstanden    |
| Cerovo                                   | –                            | Cseri        | Krupina              | Banskobystrický kraj | hieß bis 1927 slowakisch auch Čerové                           |
| Cestice                                  | –                            | Szeszta      | Košice-okolie        | Košický kraj         | –                                                              |
| Cífer                                    | Ziffer                       | Cifer        | Trnava               | Trnavský kraj        | –                                                              |
| Cigeľ                                    | Ziegel, Ziggel, Zigel        | Cégely       | Prievidza            | Trenčiansky kraj     | hieß bis 1927 slowakisch Cigľa                                 |
| Cigeľka                                  | Ziegelau                     | Cigelka      | Bardejov             | Prešovský kraj       | hieß bis 1927 slowakisch Cigolka, bis 1946 Cigelka             |
| Cigla                                    | Ziegl                        | Cigla        | Svidník              | Prešovský kraj       | hieß bis 1927 slowakisch Cigľa                                 |
| Cimenná                                  | –                            | Ùjvíz        | Bánovce nad Bebravou | Trenčiansky kraj     | –                                                              |
| Cinobaňa                                 | Frauenberg, auch Schweindorf | Szinóbánya   | Poltár               | Banskobystrický kraj | hieß bis 1927 slowakisch Činobáňa/Synobáňa                     |

Nachdem im slowakischen Alphabet der Buchstabe Ch ein eigener Buchstabe ist und erst nach dem H gereiht ist, finden sie die Gemeinden beginnen mit Ch unter
Liste der Städte und Gemeinden in der Slowakei/H–Ľ#CH

## Č
| Städte und Gemeinden in der Slowakei – Č |                                                       |                       |                      |                      | |
| Name                                     | Name                                                  | Name                  | Bezirk               | Landschaftsverband   | Bemerkungen |
| slowakisch                               | deutsch                                               | ungarisch             | Bezirk               | Landschaftsverband   | Bemerkungen |
| Čab                                      | Tschaab                                               | Csabb                 | Nitra                | Nitriansky kraj      | von 1960 bis zum 1. August 1999 ein Teil der Gemeinde Nové Sady                                                                                              |
| Čabalovce                                | Tschabalotz                                           | Csabaháza             | Medzilaborce         | Prešovský kraj       | – |
| Čabiny                                   | –                                                     | (Felső-/Alsó-)Csebény | Medzilaborce         | Prešovský kraj       | 1964 aus den Orten Nižné Čabiny und Vyšné Čabiny entstanden                                                                                                  |
| Čabradský Vrbovok                        | Werbowig bei Tschabrad, Tschabrodt                    | Csábrágvarbóg         | Krupina              | Banskobystrický kraj | – |
| Čadca                                    | Tschadsa, Cschattscha                                 | Csaca                 | Čadca                | Žilinský kraj        | hieß bis 1927 slowakisch auch Čaca |
| Čachtice                                 | Schächtitz                                            | Csejte                | Nové Mesto nad Váhom | Trenčiansky kraj     | – |
| Čajkov                                   | Tscheikau                                             | Csejkő                | Detva                | Nitriansky kraj      | – |
| Čaka                                     | Tscheckey                                             | Cseke                 | Detva                | Nitriansky kraj      | hieß bis 1927 slowakisch auch Čeka |
| Čakajovce                                | Tschakajowitz, Tschackej                              | Csekej                | Nitra                | Nitriansky kraj      | – |
| Čakanovce                                | Kappel, Tschakan                                      | Csákányháza           | Lučenec              | Banskobystrický kraj | hieß bis 1927 slowakisch Čakanová |
| Čakanovce                                | Tschakanowetz                                         | Ósvacsákány           | Košice-okolie        | Košický kraj         | – |
| Čakany                                   | Kleitendorf, Kleiterdorf, Knittelsdorf, Schakkensdorf | Pozsonycsákány        | Dunajská Streda      | Trnavský kraj        | hieß bis 1927 slowakisch Knitteldorf/Kleiterdorf |
| Čaklov                                   | Tschaklau                                             | Csáklyó               | Vranov nad Topľou    | Prešovský kraj       | hieß bis 1927 slowakisch auch Čekľov |
| Čalovec                                  | Meckersdorf, Magrisch, Megerschdorf                   | Megyercs              | Komárno              | Nitriansky kraj      | hieß bis 1948 slowakisch Mederč |
| Čamovce                                  | Tschaam                                               | Csomatelke            | Lučenec              | Banskobystrický kraj | hieß bis 1948 slowakisch Čoma |
| Čaňa                                     | Tschaundorf, Zschaan                                  | Hernádcsány           | Košice-okolie        | Košický kraj         | – |
| Čaradice                                 | Tharaditz                                             | Csárad                | Zlaté Moravce        | Nitriansky kraj      | hieß bis 1927 slowakisch auch Čaradce |
| Čáry                                     | Elswegg                                               | Csári                 | Senica               | Trnavský kraj        | – |
| Častá                                    | Schattmannsdorf                                       | Cseszte               | Pezinok              | Bratislavský kraj    | – |
| Častkov                                  | Tschätschowe                                          | Császkó               | Senica               | Trnavský kraj        | hieß bis 1927 slowakisch auch Častkovce |
| Častkovce                                | Tschächtkowitz                                        | Császtó               | Nové Mesto nad Váhom | Trenčiansky kraj     | – |
| Čata                                     | Tschath                                               | Csata                 | Detva                | Nitriansky kraj      | – |
| Čataj                                    | Schattein                                             | Csataj                | Senec                | Bratislavský kraj    | – |
| Čavoj                                    | Sauershau                                             | Csavajó               | Prievidza            | Trenčiansky kraj     | hieß bis 1927 slowakisch Čávoj |
| Čebovce                                  | Tschaab                                               | Csáb                  | Veľký Krtíš          | Banskobystrický kraj | – |
| Čečehov                                  | Andreasdorf                                           | Zuhogó                | Michalovce           | Košický kraj         | – |
| Čečejovce                                | Tschötsch, Schötzdorf                                 | Csécs                 | Košice-okolie        | Košický kraj         | – |
| Čechy                                    | Böhmischdorf                                          | Komáromcsehi          | Nové Zámky           | Nitriansky kraj      | hieß bis 1927 slowakisch auch Čahovce |
| Čechynce                                 | Böhmischdorf                                          | Nitracsehi            | Nitra                | Nitriansky kraj      | hieß bis 1927 slowakisch Čahynce/Čehince |
| Čekovce                                  | Katzenberg, Tschekotz                                 | Csákóc                | Krupina              | Banskobystrický kraj | hieß bis 1927 slowakisch auch Cekovce |
| Čeláre                                   | Tschallard                                            | Csalár                | Veľký Krtíš          | Banskobystrický kraj | hieß 1927–1973 slowakisch Čeláry |
| Čelkova Lehota                           | Zelkerhau, Tschelkwalehotta                           | Cselkószabadja        | Považská Bystrica    | Trenčiansky kraj     | hieß bis 1927 slowakisch Čelko Lehota |
| Čelovce                                  | Tschaalsdorf                                          | Csall                 | Veľký Krtíš          | Banskobystrický kraj | hieß bis 1927 slowakisch Čeľovce |
| Čelovce                                  | Koppernitz, Schellendorf                              | Cselfalva             | Prešov               | Prešovský kraj       | hieß bis 1927 slowakisch Čeľovce |
| Čeľadice                                 | Tschallad                                             | Család                | Nitra                | Nitriansky kraj      | hieß bis 1927 slowakisch Čalád, 1927–1948 Čalad |
| Čeľadince                                | Tschallad                                             | Családka              | Topoľčany            | Nitriansky kraj      | hieß bis 1927 slowakisch Čeladince |
| Čeľovce                                  | Tschelley                                             | Cselej                | Trebišov             | Košický kraj         | – |
| Čenkovce                                 | Schenkel                                              | Csenke                | Dunajská Streda      | Trnavský kraj        | hieß bis 1948 slowakisch Csenke |
| Čerenčany                                | Klein Steffelsdorf                                    | Cserencsény           | Rimavská Sobota      | Banskobystrický kraj | – |
| Čereňany                                 | Tscherenein, Tscherinen                               | Cserenye              | Prievidza            | Trenčiansky kraj     | hieß bis 1927 slowakisch auch Čerene |
| Čerhov                                   | Tschergau                                             | Csörgő                | Trebišov             | Košický kraj         | hieß bis 1927 slowakisch Čergov |
| Čerín                                    | Fanischhain                                           | Cserény               | Banská Bystrica      | Banskobystrický kraj | hieß bis 1927 slowakisch auch Čeren |
| Čermany                                  | Tscherman                                             | Csermend              | Topoľčany            | Nitriansky kraj      | – |
| Černík                                   | Tschörnock                                            | Csornok               | Nové Zámky           | Nitriansky kraj      | hieß bis 1927 slowakisch Čornok/Černok |
| Černina                                  | Tschernina, Tschernein                                | Alsócsernye           | Humenné              | Prešovský kraj       | – |
| Černochov                                | Tscharnachau, Tschernochau                            | Csarnahó              | Trebišov             | Košický kraj         | hieß bis 1927 slowakisch Černahov |
| Čertižné                                 | Teufelsberg                                           | Nagycsertész          | Medzilaborce         | Prešovský kraj       | hieß bis 1927 slowakisch Čertiažne |
| Červená Voda                             | –                                                     | Kisszebenmajor        | Sabinov              | Prešovský kraj       | 1956 aus der Stadt Sabinov ausgegliedert |
| Červenica                                | Tscherwenitz bei Kaschau, Rotenhau                    | Vörösvágás            | Prešov               | Prešovský kraj       | – |
| Červenica pri Sabinove                   | Tscherwenitz in der Scharosch                         | Vörösalma             | Sabinov              | Prešovský kraj       | hieß bis 1960 slowakisch Červenica |
| Červeník                                 | Rotenhof                                              | Vágvörösvár           | Hlohovec             | Trnavský kraj        | hieß bis 1948 slowakisch Verešvár |
| Červený Hrádok                           | Rothenhäusel                                          | Barsvörösvár          | Zlaté Moravce        | Nitriansky kraj      | hieß bis 1948 slowakisch Verešvár, bildete 1975–1990 zusammen mit Malé Vozokany und Veľké Vozokany die Gemeinde Nové Vozokany                                |
| Červený Kameň                            | Rothenstein                                           | Vöröskő               | Ilava                | Trenčiansky kraj     | hieß bis 1927 slowakisch auch Červenkameň |
| Červený Kláštor                          | Niederschwaben, Rotes Kloster                         | –                     | Kežmarok             | Prešovský kraj       | entstand 1948 aus den Orten Nižné Šváby (deutsch Unterschwaben), Smerdžonka (deutsch Bad Kronenberg) und dem Kloster Červený Kláštor (deutsch Rotes Kloster) |
| Červeňany                                | Wörsch, Wersch                                        | Veres                 | Veľký Krtíš          | Banskobystrický kraj | hieß bis 1948 slowakisch Vereš |
| České Brezovo                            | Böhmisch Briesau                                      | Csehberek             | Poltár               | Banskobystrický kraj | – |
| Čičarovce                                | Tschitscher, Tschetscher                              | Csicser               | Michalovce           | Košický kraj         | – |
| Čičava                                   | Tschitschau                                           | Csicsóka              | Vranov nad Topľou    | Prešovský kraj       | – |
| Čičmany                                  | Zimmermannshau                                        | Csicsmány             | Žilina               | Žilinský kraj        | – |
| Číčov                                    | Tschitschau                                           | Csícsó                | Komárno              | Nitriansky kraj      | – |
| Čierna                                   | Tscharna                                              | Ágcsernyő             | Trebišov             | Košický kraj         | hieß bis 1948 slowakisch Černá |
| Čierna Lehota                            | Gross-Slawsdorfshau                                   | Csarnólak             | Bánovce nad Bebravou | Trenčiansky kraj     | hieß bis 1927 slowakisch Černolehôta/Čierna Lehôta |
| Čierna Lehota                            | Oberhau, Tschernalihotta                              | Szabados              | Rožňava              | Košický kraj         | – |
| Čierna nad Tisou                         | Wagendorf an der Theiß                                | Tiszacsernyő          | Trebišov             | Košický kraj         | 1957 aus der Gemeinde Čierna ausgliedert |
| Čierna Voda                              | Neck                                                  | Feketenyék            | Galanta              | Trnavský kraj        | hieß bis 1927 slowakisch Feketenyék/Nyék, bis 1948 Čierne Nekyje                                                                                             |
| Čierne                                   | Tscherna                                              | Cserne                | Čadca                | Žilinský kraj        | hieß bis 1927 slowakisch Černé, 1927–1946 Čierné, 1946–1948 Čierno                                                                                           |
| Čierne Kľačany                           | Klatschan, Kletschen                                  | Feketekelecsény       | Zlaté Moravce        | Nitriansky kraj      | – |
| Čierne nad Topľou                        | –                                                     | Felsőfeketepatak      | Vranov nad Topľou    | Prešovský kraj       | hieß bis 1927 slowakisch Čierne/Čarné, bis 1948 Černé |
| Čierne Pole                              | –                                                     | Feketemező            | Michalovce           | Košický kraj         | hieß bis 1927 slowakisch Čierno Pole/Čiernopole |
| Čierny Balog                             | Schwarzwasser                                         | Feketebalog           | Brezno               | Banskobystrický kraj | hieß bis 1927 slowakisch Balog/Čierny Hronec, 1948–1950 Čierny Blh                                                                                           |
| Čierny Brod                              | Witzkelt                                              | Vízkelet              | Galanta              | Trnavský kraj        | hieß bis 1948 slowakisch Vízkelet |
| Čierny Potok                             | –                                                     | Feketepatak           | Rimavská Sobota      | Banskobystrický kraj | 1959 aus der Gemeinde Hodejov ausgegliedert |
| Čifáre                                   | Fäsch                                                 | Csiffár               | Nitra                | Nitriansky kraj      | hieß 1927–1948 slowakisch Čifáry |
| Čiližská Radvaň                          | Radwans                                               | Csilizradvány         | Dunajská Streda      | Trnavský kraj        | hieß bis 1960 slowakisch Čilizská Radvaň |
| Čimhová                                  | Tschimhowia                                           | Csimhova              | Tvrdošín             | Žilinský kraj        | – |
| Čirč                                     | Tschirtsch, Zirck                                     | Csércs                | Stará Ľubovňa        | Prešovský kraj       | – |
| Číž                                      | Tschiss                                               | Csiz                  | Rimavská Sobota      | Banskobystrický kraj | hieß bis 1948 slowakisch Číz |
| Čižatice                                 | Tschischitz                                           | Tizsite               | Košice-okolie        | Košický kraj         | hieß bis 1927 slowakisch auch Tižatice |
| Čoltovo                                  | Tscholtau                                             | Csoltó                | Rožňava              | Košický kraj         | hieß bis 1927 slowakisch Čoltová |
| Čremošné                                 | Hauendorf, Goldberg, Pollendorf                       | Turócmeggyes          | Turčianske Teplice   | Žilinský kraj        | hieß bis 1927 slowakisch Čriemošno/Čeremošné |
| Čučma                                    | Tschütschenberg, Tschutschma, Zutzenberg              | Csucsom               | Rožňava              | Košický kraj         | – |
| Čukalovce                                | Tschukalotz                                           | Csukaháza             | Snina                | Prešovský kraj       | – |

Nachdem im slowakischen Alphabet der Buchstabe Ch ein eigener Buchstabe ist und erst nach dem H gereiht ist, finden sie die Gemeinden beginnen mit Ch unter
Liste der Städte und Gemeinden in der Slowakei/H–Ľ#CH

## D
| Städte und Gemeinden in der Slowakei – D |                                                        |                                  |                      |                      | |
| Name                                     | Name                                                   | Name                             | Bezirk               | Landschaftsverband   | Bemerkungen                                                                                             |
| slowakisch                               | deutsch                                                | ungarisch                        | Bezirk               | Landschaftsverband   | Bemerkungen                                                                                             |
| Dačov Lom                                | (Unter-/Ober-)Lam                                      | (Alsó-/Felső-)Dacsólám           | Veľký Krtíš          | Banskobystrický kraj | 1944 aus den Orten Dolný Dačov Lom und Horný Dačov Lom entstanden                                       |
| Daletice                                 | Dellethel                                              | Deléte                           | Sabinov              | Prešovský kraj       | hieß bis 1927 slowakisch Dalečice/Dalecice                                                              |
| Danišovce                                | Densdorf, Diensdorf, Dienstdorf, Dierstorff, Diersdorf | Dénesfalva                       | Spišská Nová Ves     | Košický kraj         | – |
| Dargov                                   | Dargow                                                 | Dargó                            | Trebišov             | Košický kraj         | hieß 1948–1964 slowakisch Drahov                                                                        |
| Davidov                                  | Deveshau, Dewith, Davidshau                            | Dávidvágása                      | Vranov nad Topľou    | Prešovský kraj       | – |
| Debraď                                   | Debreth                                                | Debrőd                           | Košice-okolie        | Košický kraj         | hieß bis 1927 slowakisch Debrač                                                                         |
| Dedačov                                  | Dedendorf, Dedatschau, Dettendorf                      | Dedafalva                        | Humenné              | Prešovský kraj       | hieß bis 1927 slowakisch Dedačovce/Dzedačov                                                             |
| Dedina Mládeže                           | –                                                      | Ifjúságfalva                     | Komárno              | Nitriansky kraj      | 1954 den Gemeinden Kolárovo, Komoča, Neded und Zemné als eigenständige Gemeinde ausgegliedert           |
| Dedinka                                  | –                                                      | Fajkürt                          | Nové Zámky           | Nitriansky kraj      | hieß bis 1927 slowakisch Fajjurt                                                                        |
| Dedinky                                  | Dörfel                                                 | –                                | Rožňava              | Košický kraj         | 1933 aus den Orten Imrichovce und Štefanovce entstanden                                                 |
| Dechtice                                 | Dechtitz, Dechtur                                      | Dejte                            | Trnava               | Trnavský kraj        | entstand nach 1882 aus 2 Orten in unterschiedlichen Komitaten, hieß 1927–1946 Dehtice                   |
| Dekýš                                    | –                                                      | Gyökös                           | Banská Štiavnica     | Banskobystrický kraj | hieß bis 1927 slowakisch Ďekýš                                                                          |
| Demandice                                | Demenditz                                              | Deménd                           | Detva                | Nitriansky kraj      | hieß bis 1927 slowakisch Demändice/Demanová                                                             |
| Demänovská Dolina                        | –                                                      | Deménvölgy                       | Liptovský Mikuláš    | Žilinský kraj        | 1964 aus den Orten Bodice und Demänová (heute Ortsteile von Liptovský Mikuláš) ausgegliedert            |
| Demjata                                  | –                                                      | Deméte                           | Prešov               | Prešovský kraj       | hieß bis 1927 slowakisch Demiata/Demjaty                                                                |
| Detrík                                   | –                                                      | Detre                            | Vranov nad Topľou    | Prešovský kraj       | hieß 1927–1965 slowakisch Detrik                                                                        |
| Detva                                    | –                                                      | Gyetva                           | Detva                | Banskobystrický kraj | – |
| Detvianska Huta                          | –                                                      | Zólyommiklós                     | Detva                | Banskobystrický kraj | – |
| Devičany                                 | (Unter-/Ober-)Prandorf                                 | (Felső-/Alsó-)Baka               | Levice               | Nitriansky kraj      | 1951 aus den Orten Dolné Devičany und Horné Devičany entstanden                                         |
| Devičie                                  | –                                                      | Devicse                          | Krupina              | Banskobystrický kraj | – |
| Dežerice                                 | –                                                      | Dezsér                           | Bánovce nad Bebravou | Trenčiansky kraj     | – |
| Diaková                                  | –                                                      | Deákfalu                         | Martin               | Žilinský kraj        | – |
| Diakovce                                 | –                                                      | Deáki                            | Šaľa                 | Nitriansky kraj      | hieß bis 1927 slowakisch Deakovce                                                                       |
| Diviacka Nová Ves                        | Divickneudorf                                          | Divékujfalu                      | Prievidza            | Trenčiansky kraj     | hieß bis 1927 slowakisch auch Novejsa                                                                   |
| Diviaky nad Nitricou                     | Divick                                                 | Nyitradivék                      | Prievidza            | Trenčiansky kraj     | hieß bis 1927 slowakisch Diviaky                                                                        |
| Divín                                    | –                                                      | Divény                           | Lučenec              | Banskobystrický kraj | ieß bis 1927 slowakisch Divíň                                                                           |
| Divina                                   | –                                                      | Nagydivény                       | Žilina               | Žilinský kraj        | – |
| Divinka                                  | –                                                      | Kisdivény                        | Žilina               | Žilinský kraj        | – |
| Dlhá                                     | Langendorf                                             | Felsőhosszúfalu                  | Trnava               | Trnavský kraj        | hieß bis 1927 slowakisch auch Dluhá                                                                     |
| Dlhá nad Kysucou                         | –                                                      | Dlhavölgy                        | Čadca                | Žilinský kraj        | 1954 aus der Stadt Turzovka ausgegliedert                                                               |
| Dlhá nad Oravou                          | –                                                      | Dluha                            | Dolný Kubín          | Žilinský kraj        | hieß bis 1927 slowakisch Dlhá/Dluhá                                                                     |
| Dlhá nad Váhom                           | Langendorf an der Waag                                 | Vághosszúfalu                    | Šaľa                 | Nitriansky kraj      | – |
| Dlhá Ves                                 | –                                                      | Gömörhosszúszó                   | Rožňava              | Košický kraj         | hieß bis 1948 slowakisch Hosúsovo                                                                       |
| Dlhé Klčovo                              | –                                                      | Kolcsmező                        | Vranov nad Topľou    | Prešovský kraj       | hieß bis 1927 slowakisch Kolčowé Dlhé, bis 1948 Kolčovské Dlhé                                          |
| Dlhé nad Cirochou                        | –                                                      | Cirókahosszúmező                 | Snina                | Prešovský kraj       | hieß bis 1927 slowakisch Cirocké Dlhé                                                                   |
| Dlhé Pole                                | –                                                      | Trencsénhosszúmező               | Žilina               | Žilinský kraj        | hieß bis 1927 slowakisch Dlhépole/Duhopol                                                               |
| Dlhé Stráže                              | Lengwart, Litzier                                      | Lengvárt                         | Levoča               | Prešovský kraj       | hieß bis 1948 slowakisch Lengvarty                                                                      |
| Dlhoňa                                   | –                                                      | Dolgonya                         | Svidník              | Prešovský kraj       | hieß bis 1927 slowakisch Dolhona/Dolhuna, bis 1948 Dolhoňa                                              |
| Dlžín                                    | –                                                      | Delzsény                         | Prievidza            | Trenčiansky kraj     | – |
| Dobrá                                    | –                                                      | Kisdobra                         | Trebišov             | Košický kraj         | – |
| Dobrá Niva                               | Döbring                                                | Dobronya                         | Zvolen               | Banskobystrický kraj | hieß bis 1927 slowakisch auch Dobranivá                                                                 |
| Dobrá Voda                               | Gutwasser, Gut(t)enstein                               | Jókő                             | Trnava               | Trnavský kraj        | – |
| Dobroč                                   | –                                                      | Dabar                            | Lučenec              | Banskobystrický kraj | – |
| Dobrohošť                                | –                                                      | Doborgaz                         | Dunajská Streda      | Trnavský kraj        | – |
| Dobroslava                               | –                                                      | Dobroszló                        | Svidník              | Prešovský kraj       | hieß bis 1927 slowakisch Dobroslav                                                                      |
| Dobšiná                                  | Dobschau                                               | Dobsina                          | Rožňava              | Košický kraj         | hieß bis 1927 slowakisch Dobšina                                                                        |
| Dohňany                                  | –                                                      | Dohnán                           | Púchov               | Trenčiansky kraj     | hieß bis 1927 slowakisch auch Dohnany                                                                   |
| Dojč                                     | Deutz, Dojtsch                                         | Dócs                             | Senica               | Trnavský kraj        | – |
| Dolinka                                  | –                                                      | Inám                             | Veľký Krtíš          | Banskobystrický kraj | hieß bis 1948 slowakisch Inám                                                                           |
| Dolná Breznica                           | –                                                      | Alsónyiresd                      | Púchov               | Trenčiansky kraj     | – |
| Dolná Krupá                              | Unterkrupa                                             | Alsókorompa                      | Trnava               | Trnavský kraj        | – |
| Dolná Lehota                             | –                                                      | Alsószabadi                      | Brezno               | Banskobystrický kraj | hieß bis 1927 slowakisch Dolná Lehôta                                                                   |
| Dolná Mariková                           | –                                                      | Alsómarikó                       | Považská Bystrica    | Trenčiansky kraj     | 1954 durch Teilung der Ortschaft Mariková entstanden                                                    |
| Dolná Mičiná                             | –                                                      | Alsómicsinye                     | Banská Bystrica      | Banskobystrický kraj | – |
| Dolná Poruba                             | Unterporub                                             | Berces                           | Trenčín              | Trenčiansky kraj     | – |
| Dolná Seč                                | –                                                      | Alsószecse                       | Detva                | Nitriansky kraj      | – |
| Dolná Streda                             | –                                                      | Alsószerdahely                   | Galanta              | Trnavský kraj        | hieß bis 1927 slowakisch Dolná Streda nach Váhom/Povážska Streda, bis 1948 Dolná Streda nad Váhom       |
| Dolná Strehová                           | –                                                      | Alsósztregova                    | Veľký Krtíš          | Banskobystrický kraj | – |
| Dolná Súča                               | –                                                      | Alsószucs                        | Trenčín              | Trenčiansky kraj     | – |
| Dolná Tižina                             | –                                                      | Alsótizsény                      | Žilina               | Žilinský kraj        | – |
| Dolná Trnávka                            | –                                                      | Alsótárnok                       | Žiar nad Hronom      | Banskobystrický kraj | – |
| Dolná Ves                                | Schwabendorf                                           | Sváb                             | Žiar nad Hronom      | Banskobystrický kraj | hieß bis 1948 slowakisch Šváb, vorher auch Šváby                                                        |
| Dolná Ždaňa                              | –                                                      | Alsózsadány                      | Žiar nad Hronom      | Banskobystrický kraj | hieß bis 1948 slowakisch Dolná Ždáňa                                                                    |
| Dolné Dubové                             | Unterdubowan                                           | Alsódombó                        | Trnava               | Trnavský kraj        | – |
| Dolné Kočkovce                           | –                                                      | Alsókocskóc                      | Púchov               | Trenčiansky kraj     | – |
| Dolné Lefantovce                         | Unterelefant                                           | Alsóelefánt                      | Nitra                | Nitriansky kraj      | bildete 1976–6. Dezember 2002 zusammen mit Horné Lefantovce die Gemeinde Lefantovce                     |
| Dolné Lovčice                            | –                                                      | Alsólóc                          | Trnava               | Trnavský kraj        | – |
| Dolné Mladonice                          | Untermladunitz                                         | Alsólégend                       | Krupina              | Banskobystrický kraj | hieß bis 1927 slowakisch Dolné Mladunice oder (Dolné) Mladonice                                         |
| Dolné Naštice                            | Unternastitz                                           | Alsóneszte                       | Bánovce nad Bebravou | Trenčiansky kraj     | – |
| Dolné Obdokovce                          | –                                                      | Alsóbodok                        | Nitra                | Nitriansky kraj      | hieß bis 1927 slowakisch auch Bodok                                                                     |
| Dolné Orešany                            | Unternußdorf                                           | Alsódiós                         | Trnava               | Trnavský kraj        | – |
| Dolné Otrokovce                          | Unterotrokowitz                                        | Alsóatrak                        | Hlohovec             | Trnavský kraj        | – |
| Dolné Plachtince                         | Unterplachtintz                                        | Alsópalojta                      | Veľký Krtíš          | Banskobystrický kraj | – |
| Dolné Saliby                             | –                                                      | Alsószeli                        | Galanta              | Trnavský kraj        | – |
| Dolné Semerovce                          | Untersemered                                           | Alsószemeréd                     | Detva                | Nitriansky kraj      | – |
| Dolné Srnie                              | –                                                      | Alsószernye                      | Nové Mesto nad Váhom | Trenčiansky kraj     | – |
| Dolné Strháre                            | –                                                      | Alsóesztergály                   | Veľký Krtíš          | Banskobystrický kraj | hieß 1927–1948 slowakisch Dolné Strháry                                                                 |
| Dolné Trhovište                          | Unterwascharditz                                       | Alsóvásárd                       | Hlohovec             | Trnavský kraj        | hieß bis 1948 slowakisch Dolné Vašardice                                                                |
| Dolné Vestenice                          | Unterwestenitz                                         | Alsóvesztény                     | Prievidza            | Trenčiansky kraj     | – |
| Dolné Zahorany                           | –                                                      | Magyarhegymeg                    | Rimavská Sobota      | Banskobystrický kraj | hieß bis 1927 slowakisch Maďarské Záhorany, bis 1948 Uhorské Zahorany                                   |
| Dolné Zelenice                           | Unterzelenitz                                          | Alsózélle                        | Hlohovec             | Trnavský kraj        | bildete von 1980 bis 1990 zusammen mit Horné Zelenice die Gemeinde Zelenice                             |
| Dolný Badín                              | Unterbadin                                             | Alsóbágyon                       | Krupina              | Banskobystrický kraj | – |
| Dolný Bar                                | –                                                      | Albár                            | Dunajská Streda      | Trnavský kraj        | – |
| Dolný Harmanec                           | Niederhermanetz                                        | Alsóhermánd                      | Banská Bystrica      | Banskobystrický kraj | hieß 1927–1957 slowakisch Harmanec                                                                      |
| Dolný Hričov                             | –                                                      | Alsóricsó                        | Žilina               | Žilinský kraj        | – |
| Dolný Chotár                             | –                                                      | Alsóhatár                        | Galanta              | Trnavský kraj        | 1960 aus der Gemeinde Dolné Saliby ausgegliedert                                                        |
| Dolný Kalník                             | –                                                      | Alsókálnok                       | Martin               | Žilinský kraj        | – |
| Dolný Kubín                              | Unterkubin                                             | Alsókubin                        | Dolný Kubín          | Žilinský kraj        | – |
| Dolný Lieskov                            | –                                                      | Alsómogyoród                     | Považská Bystrica    | Trenčiansky kraj     | hieß bis 1927 slowakisch Dolné Lieskove                                                                 |
| Dolný Lopašov                            | –                                                      | Alsólopassó                      | Piešťany             | Trnavský kraj        | hieß bis 1927 slowakisch Lopašov                                                                        |
| Dolný Ohaj                               | –                                                      | Ohaj                             | Nové Zámky           | Nitriansky kraj      | – |
| Dolný Pial                               | Unterpill                                              | Alsópél                          | Detva                | Nitriansky kraj      | – |
| Dolný Štál                               | Allischtal                                             | Alistál                          | Dunajská Streda      | Trnavský kraj        | hieß 1948–1990 slowakisch Hroboňovo                                                                     |
| Dolný Vadičov                            | –                                                      | Alsóvadas                        | Kysucké Nové Mesto   | Žilinský kraj        | hieß bis 1927 slowakisch auch (Dolné) Vajčov                                                            |
| Doľany                                   | Ottent(h)al                                            | Ottóvölgy                        | Pezinok              | Bratislavský kraj    | hieß bis 1948 slowakisch Ompitál                                                                        |
| Doľany                                   | Lichtau                                                | Dolyán                           | Levoča               | Prešovský kraj       | – |
| Domadice                                 | –                                                      | Dalmad                           | Detva                | Nitriansky kraj      | – |
| Domaníky                                 | –                                                      | Dömeháza                         | Krupina              | Banskobystrický kraj | – |
| Domaniža                                 | –                                                      | Demény                           | Považská Bystrica    | Trenčiansky kraj     | – |
| Domaňovce                                | Damannsdorf, Domansdorf, (Groß-)Tomsdorf               | Dománfalva                       | Levoča               | Prešovský kraj       | hieß 1927–1976 Domanovce                                                                                |
| Donovaly                                 | –                                                      | Dóval                            | Banská Bystrica      | Banskobystrický kraj | – |
| Drábsko                                  | –                                                      | Darabos                          | Brezno               | Banskobystrický kraj | – |
| Drahňov                                  | –                                                      | Deregnyő                         | Michalovce           | Košický kraj         | – |
| Drahovce                                 | Drachowetz                                             | Vágdebrőd                        | Piešťany             | Trnavský kraj        | – |
| Dravce                                   | Drautz, Drauz, Autz                                    | Szepesdaróc                      | Levoča               | Prešovský kraj       | – |
| Dražice                                  | –                                                      | Perjése                          | Rimavská Sobota      | Banskobystrický kraj | – |
| Dražkovce                                | Andreas-Josef                                          | Draskócvölgye                    | Martin               | Žilinský kraj        | – |
| Drážovce                                 | Dahowitz, Draschowitz                                  | Darázsi                          | Krupina              | Banskobystrický kraj | – |
| Drienčany                                | –                                                      | Derencsény                       | Rimavská Sobota      | Banskobystrický kraj | – |
| Drienica                                 | –                                                      | Felsősom                         | Sabinov              | Prešovský kraj       | hieß bis 1948 slowakisch Šoma                                                                           |
| Drienov                                  | –                                                      | Somos                            | Prešov               | Prešovský kraj       | hieß bis 1927 slowakisch Drinov, 1973–1980 Drieňov                                                      |
| Drienovec                                | –                                                      | Somodi                           | Košice-okolie        | Košický kraj         | hieß bis 1948 slowakisch Šomody                                                                         |
| Drienovo                                 | –                                                      | Csábrágsomos                     | Krupina              | Banskobystrický kraj | hieß bis 1927 slowakisch Drieňovo                                                                       |
| Drienovská Nová Ves                      | –                                                      | Somosújfalu                      | Prešov               | Prešovský kraj       | hieß bis 1927 slowakisch Drinovská Nová Ves, 1973–1980 Drieňovská Nová Ves                              |
| Drietoma                                 | –                                                      | Drétoma                          | Trenčín              | Trenčiansky kraj     | – |
| Drnava                                   | Dernau                                                 | Dernő                            | Rožňava              | Košický kraj         | – |
| Drňa                                     | –                                                      | Darnya                           | Rimavská Sobota      | Banskobystrický kraj | hieß bis 1948 slowakisch Darňa, bis 1927 auch Dorna                                                     |
| Družstevná pri Hornáde                   | –                                                      | –                                | Košice-okolie        | Košický kraj         | entstand 1961 aus den Orten Kostoľany nad Hornádom, Malá Vieska und Tepličany                           |
| Drženice                                 | Dersenitz                                              | Derzsenye                        | Detva                | Nitriansky kraj      | – |
| Držkovce                                 | –                                                      | Deresk                           | Revúca               | Banskobystrický kraj | – |
| Dubinné                                  | –                                                      | Tölgyed                          | Bardejov             | Prešovský kraj       | hieß bis 1927 slowakisch Dubiné                                                                         |
| Dubnica nad Váhom                        | Dubnitz an der Waag                                    | Máriatölgyes                     | Ilava                | Trenčiansky kraj     | bis 1927 hieß die Stadt slowakisch nur Dubnica                                                          |
| Dubnička                                 | –                                                      | Bántölgyes                       | Bánovce nad Bebravou | Trenčiansky kraj     | – |
| Dubník                                   | –                                                      | Csúz                             | Nové Zámky           | Nitriansky kraj      | hieß bis 1948 slowakisch Čúz, bis 1927 Čuz                                                              |
| Dubno                                    | –                                                      | Dobfenek                         | Rimavská Sobota      | Banskobystrický kraj | hieß bis 1927 slowakisch Dubenec, bis 1948 Dobfenek                                                     |
| Dubodiel                                 | –                                                      | Trencséntölgyes                  | Trenčín              | Trenčiansky kraj     | hieß bis 1927 slowakisch auch Dubový Diel                                                               |
| Dubová                                   | Wernersdorf                                            | Cserfalu                         | Pezinok              | Bratislavský kraj    | hieß bis 1927 slowakisch Dubové oder Dubova                                                             |
| Dubová                                   | –                                                      | Cseres                           | Svidník              | Prešovský kraj       | – |
| Dubovany                                 | (Unter-/Ober-)Dubowan                                  | (Alsó-/Felső-)Dubovány           | Piešťany             | Trnavský kraj        | 1944 aus den Orten Dolné Dubovany und Horné Dubovany entstanden                                         |
| Dubovce                                  | –                                                      | –                                | Skalica              | Trnavský kraj        | 1954 aus den Orten Vidovany und Vlčkovany entstanden                                                    |
| Dubové                                   | Daun, Dauben                                           | Turóctölgyes                     | Turčianske Teplice   | Žilinský kraj        | hieß bis 1948 slowakisch Dubovo                                                                         |
| Dubové                                   | –                                                      | Dobó                             | Zvolen               | Banskobystrický kraj | hieß bis 1948 slowakisch Dobovô                                                                         |
| Dubovec                                  | –                                                      | Dobóca                           | Rimavská Sobota      | Banskobystrický kraj | hieß bis 1927 slowakisch auch Dubovce                                                                   |
| Dubovica                                 | –                                                      | Tarcadobó                        | Sabinov              | Prešovský kraj       | – |
| Dúbrava                                  | –                                                      | Dubrava                          | Liptovský Mikuláš    | Žilinský kraj        | – |
| Dúbrava                                  | Eichendorf, Dubrawetz, Dubrawitz                       | Szepestölgyes                    | Levoča               | Prešovský kraj       | – |
| Dúbrava                                  | –                                                      | Kistölgyes                       | Snina                | Prešovský kraj       | – |
| Dúbravica                                | Dubrawitza                                             | Dubravica                        | Banská Bystrica      | Banskobystrický kraj | – |
| Dúbravka                                 | –                                                      | Dobróka                          | Michalovce           | Košický kraj         | – |
| Dúbravy                                  | –                                                      | Kisócsa                          | Detva                | Banskobystrický kraj | hieß bis 1927 slowakisch Dúbrava oder Očovska Dúbrava                                                   |
| Ducové                                   | Dutzo                                                  | Ducó                             | Piešťany             | Trnavský kraj        | hieß bis 1927 slowakisch auch Ducov                                                                     |
| Dudince                                  | Dudintze                                               | Gyügy                            | Krupina              | Banskobystrický kraj | hieß bis 1927 slowakisch Ďudince                                                                        |
| Dukovce                                  | –                                                      | Dukafalva                        | Svidník              | Prešovský kraj       | – |
| Dulov                                    | –                                                      | Dúlóújfalu                       | Ilava                | Trenčiansky kraj     | hieß bis 1927 slowakisch Dulov-Nová Ves                                                                 |
| Dulova Ves                               | –                                                      | Sósgyülvész                      | Prešov               | Prešovský kraj       | hieß bis 1948 slowakisch Guľvas                                                                         |
| Dulovce                                  | Neudala                                                | Újgyalla                         | Komárno              | Nitriansky kraj      | hieß bis 1948 slowakisch Nová Ďala                                                                      |
| Dulovo                                   | –                                                      | Dulháza                          | Rimavská Sobota      | Banskobystrický kraj | 1990 aus der Gemeinde Bátka ausgegliedert                                                               |
| Dunajská Lužná                           | Audorf an der Donau                                    | Dunaligetfalu, Dénesdtorcsmisérd | Senec                | Bratislavský kraj    | Neugründung aus mehreren Orten 1974                                                                     |
| Dunajov                                  | –                                                      | Dunajó                           | Čadca                | Žilinský kraj        | – |
| Dunajská Streda                          | Niedermarkt                                            | Dunaszerdahely                   | Dunajská Streda      | Trnavský kraj        | – |
| Dunajský Klátov                          | –                                                      | Dunatőkés                        | Dunajská Streda      | Trnavský kraj        | hieß bis 1948 slowakisch Tőkés                                                                          |
| Duplín                                   | –                                                      | Bányavölgy                       | Stropkov             | Prešovský kraj       | – |
| Dvorany nad Nitrou                       | –                                                      | Farkasudvar                      | Topoľčany            | Nitriansky kraj      | hieß bis 1927 slowakisch Falkaš Dvorany                                                                 |
| Dvorec                                   | –                                                      | Bánudvard                        | Bánovce nad Bebravou | Trenčiansky kraj     | – |
| Dvorianky                                | –                                                      | Szécsudvar                       | Trebišov             | Košický kraj         | hieß bis 1927 slowakisch Dvorianka                                                                      |
| Dvorníky                                 | –                                                      | Udvarnok                         | Hlohovec             | Trnavský kraj        | hieß bis 1927 slowakisch Uďvarnok                                                                       |
| Dvorníky-Včeláre                         | –                                                      | –                                | Košice-okolie        | Košický kraj         | 1964 aus den Orten Dvorníky, Zádiel und Včeláre entstanden, hieß bis 1990 slowakisch Zádielské Dvorníky |
| Dvory nad Žitavou                        | –                                                      | Udvard                           | Nové Zámky           | Nitriansky kraj      | – |

## Ď
| Städte und Gemeinden in der Slowakei – Ď |                                                                |             |                   |                      |                                               |
| Name                                     | Name                                                           | Name        | Bezirk            | Landschaftsverband   | Bemerkungen                                   |
| slowakisch                               | deutsch                                                        | ungarisch   | Bezirk            | Landschaftsverband   | Bemerkungen                                   |
| Ďačov                                    | Deutschhau, Deutschhalmen                                      | Décső       | Sabinov           | Prešovský kraj       | –                                             |
| Ďanová                                   | Jaansdorf, Deanowawies                                         | Deánfalva   | Martin            | Žilinský kraj        | –                                             |
| Ďapalovce                                | Zäpperlshau, Dieppelshau, Fubelshau, Zapalowisch, Zapalauschen | Gyapár      | Vranov nad Topľou | Prešovský kraj       | –                                             |
| Ďubákovo                                 | Dulbak                                                         | Vágó        | Poltár            | Banskobystrický kraj | –                                             |
| Ďurčiná                                  | Georgendorf                                                    | Györkeháza  | Žilina            | Žilinský kraj        | –                                             |
| Ďurďoš                                   | –                                                              | Györgyös    | Vranov nad Topľou | Prešovský kraj       | hieß bis 1927 slowakisch Dzurdzoš/Ďurďoš      |
| Ďurďošík                                 | Sankt Georgen                                                  | Györgyi     | Košice-okolie     | Košický kraj         | –                                             |
| Ďurďové                                  | Sankt Georgen                                                  | Gergőfalva  | Považská Bystrica | Trenčiansky kraj     | –                                             |
| Ďurkov                                   | Gurk                                                           | Györke      | Košice-okolie     | Košický kraj         | –                                             |
| Ďurková                                  | Jörgsau                                                        | Györkvágása | Stará Ľubovňa     | Prešovský kraj       | gehörte von 1873 bis 1957 zur Gemeinde Plaveč |
| Ďurkovce                                 | Jörg                                                           | Gyürki      | Veľký Krtíš       | Banskobystrický kraj | –                                             |

## E
| Städte und Gemeinden in der Slowakei – A |         |            |          |                    |             |
| Name                                     | Name    | Name       | Bezirk   | Landschaftsverband | Bemerkungen |
| slowakisch                               | deutsch | ungarisch  | Bezirk   | Landschaftsverband | Bemerkungen |
| Egreš                                    | –       | Szécsegres | Trebišov | Košický kraj       | –           |

## F
| Städte und Gemeinden in der Slowakei – A |                                       |              |                 |                      |                                                         |
| Name                                     | Name                                  | Name         | Bezirk          | Landschaftsverband   | Bemerkungen                                             |
| slowakisch                               | deutsch                               | ungarisch    | Bezirk          | Landschaftsverband   | Bemerkungen                                             |
| Fačkov                                   | Fatschenau, auch Fatschingshau        | Facskó       | Žilina          | Žilinský kraj        | –                                                       |
| Falkušovce                               | –                                     | Falkus       | Michalovce      | Košický kraj         | –                                                       |
| Farná                                    | Pfaffendorf                           | Farnad       | Levice          | Nitriansky kraj      | hieß bis 1948 slowakisch Farnád                         |
| Fekišovce                                | –                                     | Fekésháza    | Sobrance        | Košický kraj         | –                                                       |
| Figa                                     | Fickberg, Fitzenberg                  | Gömörfüge    | Rimavská Sobota | Banskobystrický kraj | –                                                       |
| Fijaš                                    | Flaasch                               | Fias         | Svidník         | Prešovský kraj       | hieß bis 1927 slowakisch Fiašice                        |
| Fiľakovo                                 | Fileck, Vieleck                       | Fülek        | Lučenec         | Banskobystrický kraj | –                                                       |
| Fiľakovské Kováče                        | –                                     | Fülekkovácsi | Lučenec         | Banskobystrický kraj | hieß bis 1927 slowakisch Kováčovce                      |
| Fintice                                  | Finzitze                              | Finta        | Prešov          | Prešovský kraj       | hieß bis 1927 slowakisch Finčice oder Fincice           |
| Folkušová                                | Volkersdorf                           | Folkusfalva  | Martin          | Žilinský kraj        | –                                                       |
| Forbasy                                  | Forbs, Forbaß                         | Poprádfalu   | Stará Ľubovňa   | Prešovský kraj       | –                                                       |
| Frička                                   | Fritsch                               | Felsőfricske | Bardejov        | Prešovský kraj       | –                                                       |
| Fričkovce                                | Fritschhau                            | Alsófricske  | Bardejov        | Prešovský kraj       | –                                                       |
| Fričovce                                 | Friedrichsdorf, auch Fritsch, Fritsch | Frics        | Prešov          | Prešovský kraj       | hieß bis 1927 slowakisch auch Fričovec                  |
| Fulianka                                 | –                                     | Fulyán       | Prešov          | Prešovský kraj       | hieß bis 1948 slowakisch Fuľanka, bis 1927 auch Poľanka |

## G
| Städte und Gemeinden in der Slowakei – A |                                                                               |                       |                   |                      |                                                                                           |
| Name                                     | Name                                                                          | Name                  | Bezirk            | Landschaftsverband   | Bemerkungen                                                                               |
| slowakisch                               | deutsch                                                                       | ungarisch             | Bezirk            | Landschaftsverband   | Bemerkungen                                                                               |
| Gabčíkovo                                | Bösch                                                                         | Bős                   | Dunajská Streda   | Trnavský kraj        | hieß bis 1948 slowakisch Beš                                                              |
| Gaboltov                                 | Gabolt, Gebold, Giebolthau                                                    | Galbatő               | Bardejov          | Prešovský kraj       | –                                                                                         |
| Gajary                                   | Gayring, Gairing                                                              | Gajar                 | Malacky           | Bratislavský kraj    | hieß bis 1927 slowakisch Gajáre                                                           |
| Galanta                                  | Galant(h)a,auch Galandau                                                      | Galánta               | Galanta           | Trnavský kraj        | –                                                                                         |
| Galovany                                 | –                                                                             | Gálfalu               | Liptovský Mikuláš | Žilinský kraj        | hieß von 1920 bis 1948 slowakisch Galoväny, deutscher Name nicht eindeutig belegbar       |
| Gánovce                                  | Gansdorf, Gohannsdorf, Johannsdorf, Gehan(n)sdorf                             | Gánóc                 | Poprad            | Prešovský kraj       | –                                                                                         |
| Gáň                                      | –                                                                             | Gány                  | Galanta           | Trnavský kraj        | hieß 1956–1961 durch Zusammenlegung mit heutigem Ortsteil Brakoň slowakisch Brakoňská Gáň |
| Gbelce                                   | –                                                                             | Köbölkút              | Nové Zámky        | Nitriansky kraj      | hieß bis 1948 slowakisch Köbölkút                                                         |
| Gbely                                    | Egbell                                                                        | Egbell                | Skalica           | Trnavský kraj        | –                                                                                         |
| Gbeľany                                  | –                                                                             | Egbelény              | Žilina            | Žilinský kraj        | hieß bis 1973 slowakisch Gbelany                                                          |
| Geča                                     | Getsche auch Getschendorf                                                     | Hernádgecse           | Košice-okolie     | Košický kraj         | –                                                                                         |
| Gelnica                                  | Göllnitz                                                                      | Gölnicbánya           | Gelnica           | Košický kraj         | –                                                                                         |
| Gemer                                    | Gömmer, Gömmersburg, Gemmer                                                   | Sajógömör             | Revúca            | Banskobystrický kraj | –                                                                                         |
| Gemerček                                 | –                                                                             | Kisgömöri             | Rimavská Sobota   | Banskobystrický kraj | hieß bis 1927 slowakisch auch Gemerčok                                                    |
| Gemerská Hôrka                           | –                                                                             | Özörény               | Rožňava           | Košický kraj         | hieß bis 1927 slowakisch Hôrka, bis 1965 Gemerská Horka                                   |
| Gemerská Panica                          | –                                                                             | Gömörpanyit           | Rožňava           | Košický kraj         | hieß bis 1927 slowakisch Panita oder Panitová, bis 1948 Gemerská Panita                   |
| Gemerská Poloma                          | (Klein-/Groß-)Poloma, auch Winkelbrech, Winkelberg, (Klein-/Groß-)Winkelbrech | (Kis-/Nagy-)Veszverés | Rožňava           | Košický kraj         | 1958 aus den Orten Malá Poloma und Veľká Poloma entstanden                                |
| Gemerská Ves                             | –                                                                             | Gömörfalva            | Revúca            | Banskobystrický kraj | 1960 aus den Orten Hrkáč und Šankovce entstanden                                          |
| Gemerské Dechtáre                        | –                                                                             | Détér                 | Rimavská Sobota   | Banskobystrický kraj | hieß bis 1927 slowakisch Detiar, bis 1948 Déter                                           |
| Gemerské Michalovce                      | –                                                                             | Gömörmihályfalva      | Rimavská Sobota   | Banskobystrický kraj | hieß bis 1948 slowakisch Michalovce, bis 1927 auch Mihalovce                              |
| Gemerské Teplice                         | –                                                                             | –                     | Revúca            | Banskobystrický kraj | 1964 aus den Orten Gemerský Milhosť und Jelšavská Teplica entstanden                      |
| Gemerský Jablonec                        | –                                                                             | Almágy                | Rimavská Sobota   | Banskobystrický kraj | hieß bis 1927 slowakisch Jablonica, dann bis 1948 Almáď                                   |
| Gemerský Sad                             | –                                                                             | Gömörliget            | Revúca            | Banskobystrický kraj | 1964 aus den Orten Mikolčany und Nováčany entstanden                                      |
| Geraltov                                 | Geralt, auch Geralth                                                          | Gellért               | Prešov            | Prešovský kraj       | hieß bis 1948 slowakisch Geralt, bis 1927 auch Geraltovce                                 |
| Gerlachov                                | Gerlachau, Gerlsdorf                                                          | Gerla                 | Bardejov          | Prešovský kraj       | hieß bis 1927 slowakisch Gerľachov                                                        |
| Gerlachov                                | Gerlsdorf, Gegersdorf, Gerelsdorf                                             | Gerlahfalva           | Poprad            | Prešovský kraj       | hieß bis 1927 slowakisch Gerľachov                                                        |
| Giglovce                                 | Giglowitz                                                                     | Giglóc                | Vranov nad Topľou | Prešovský kraj       | –                                                                                         |
| Giraltovce                               | Frankenhau                                                                    | Girált                | Svidník           | Prešovský kraj       | deutscher Name nicht belegbar                                                             |
| Girovce                                  | Gerlsdorf, auch Gerawitz                                                      | Gerlefalva            | Vranov nad Topľou | Prešovský kraj       | –                                                                                         |
| Glabušovce                               | –                                                                             | Galábocs              | Veľký Krtíš       | Banskobystrický kraj | hieß bis 1927 slowakisch auch Galáboč, 1927–1948 Glabošovce                               |
| Gočaltovo                                | Gottschelsdorf, auch Gottschalksdorf                                          | Gacsalk               | Rožňava           | Košický kraj         | –                                                                                         |
| Gočovo                                   | Goldshof, Helbesdorf                                                          | Gócs                  | Rožňava           | Košický kraj         | –                                                                                         |
| Golianovo                                | –                                                                             | Lapásgyarmat          | Nitra             | Nitriansky kraj      | hieß bis 1927 slowakisch Lapáš Ďarmoty, dann bis 1948 Lapášské Ďarmoty                    |
| Gortva                                   | –                                                                             | Gortvakisfalud        | Rimavská Sobota   | Banskobystrický kraj | hieß bis 1927 slowakisch auch Gortvianska Vieska                                          |
| Gôtovany                                 | –                                                                             | Guotfalu              | Liptovský Mikuláš | Žilinský kraj        | hieß bis 1946 slowakisch Gôtoväny                                                         |
| Granč-Petrovce                           | Grantsch-Petersdorf, Grantsch-Petrowitz                                       | Garancspetróc         | Levoča            | Prešovský kraj       | 1863 aus den Orten Granč und Petrovce entstanden                                          |
| Gregorova Vieska                         | –                                                                             | Gergelyfalva          | Lučenec           | Banskobystrický kraj | hieß bis 1927 slowakisch Vieska                                                           |
| Gregorovce                               | –                                                                             | Gergelylaka           | Prešov            | Prešovský kraj       | hieß bis 1927 slowakisch Gergeľak, dann bis 1948 Gergelak                                 |
| Gribov                                   | Grebau, auch Gribau                                                           | Kisgombás             | Stropkov          | Prešovský kraj       | –                                                                                         |
| Gruzovce                                 | Grusendorf                                                                    | Gorzó                 | Humenné           | Prešovský kraj       | –                                                                                         |
| Gyňov                                    | –                                                                             | Hernádgönyű           | Košice-okolie     | Košický kraj         | –                                                                                         |

Teil 1  A bis G

Teil 2  H bis Ľ

Teil 3  M bis R

Teil 4  S bis Ž

Übersicht